# سیستان

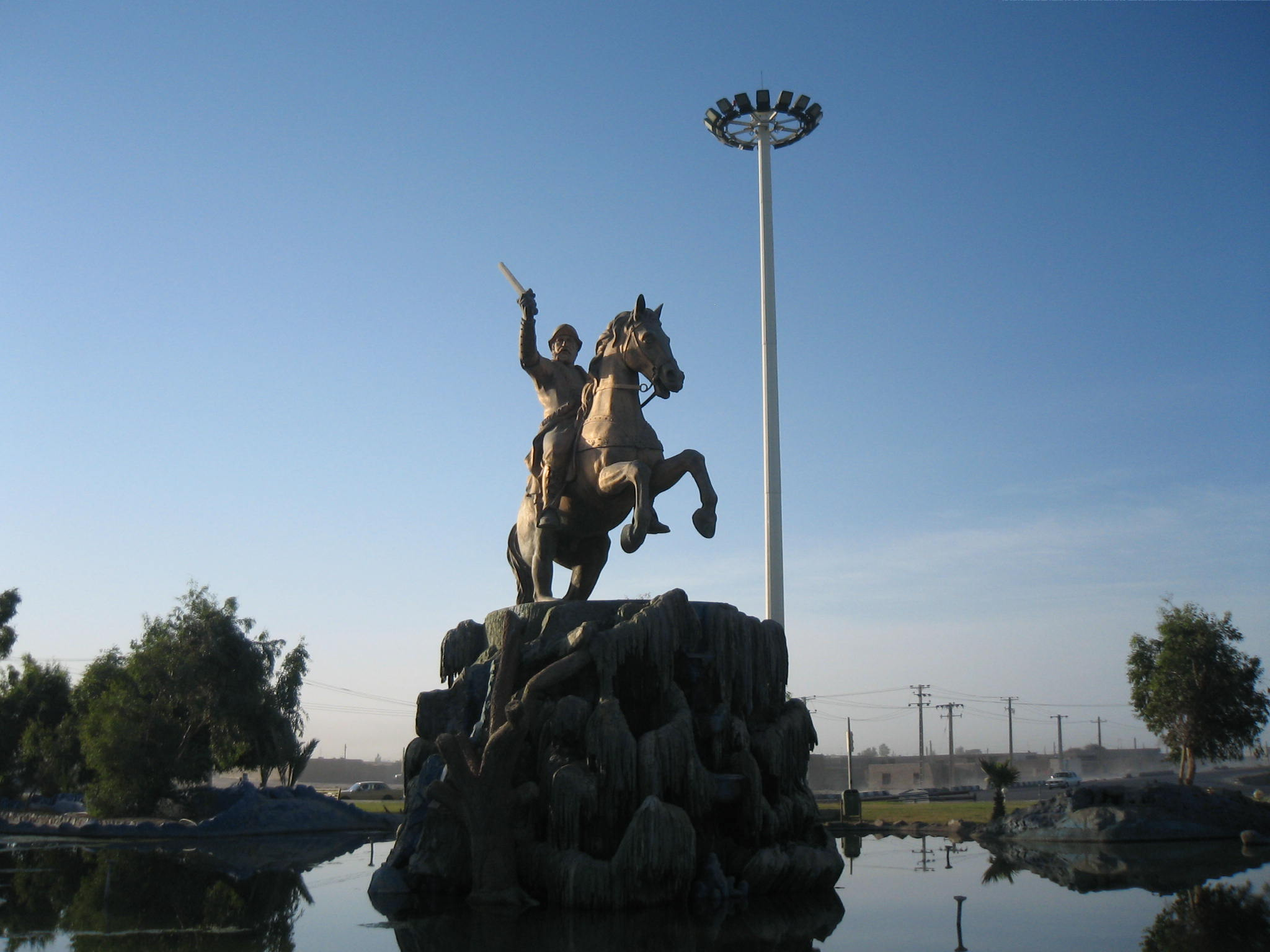
مجسمه یعقوب لیث در زابل، مرکز سیستان

سیستان یا سکستان یا زَرَنگ یکی از سرزمین‌های ایران بزرگ است که در ایران، افغانستان قرار دارد. در دوره‌هایی، رُخَج (به مرکزیت قندهار) و زابُلِستان (به مرکزیت غزنی) نیز جزء سیستان به‌شمار می‌رفته‌اند و حتی زابلستان و سیستان به صورت هم‌معنی به‌کار می‌رفته‌اند.
سیستان تاریخی و باستانی و آنچه بطور مشخص در شاهنامه آمده است؛ که کل سرزمینهای شرقی فلات ایران و از جنوب رشته‌کوه البرز شرقی و قسمتی از ناحیه قومس و خراسان رضوی و جنوبی کنونی و قسمتی از استان یزد و کرمان کنونی و قسمت شمال استان سیستان و بلوچستان و ناحیه بزرگ ایالات نیمروز و هرات تا کابل افغانستان را شامل می‌شده است را نباید با قسمت کوچکی که در حال حاضر بصورت رسمی سیستان نامیده می‌شود ، اشتباه گرفت.

## نام‌ها
کلمه سیستان یا سکستان یا سگستان نیز برگرفته از قوم سکاها است که تلفظ آن در زبان عربی به صورت سجستان درآمده است.
همچنین سیستان نامی است که گفته می‌شود از زمان گرشاسب به کار برده شده و برگرفته از کلمه سیوستان است. سیو به معنای مرد مرد و سیوستان به معنای سرزمین مردان مرد می‌باشد.
پیش از آن، این منطقه را «درنگیانا» و «زرنگیان» می‌نامیدند. در ستون ۱، بند ۶، سنگ نوشتهٔ بیستون داریوش هخامنشی نیز، به همین نام از آن یاد شده است.
رودهای بسیار سیستان، دریاچهٔ هامون و پُر آبی منطقه، انگیزه‌ای شده بود که این سرزمین «زرنگ» یا کشور «دریاها» خوانده شود.
درانگیانا، آراخوسیا، زرنگ به معنای مملکت آبی و دریایی است که به مناسبت دریاچه هامون به این سرزمین داده شده و نام بومی سیستان است. مورخین قدیم یونان نیز سرزمین واقع در سفلای هیرمند را آراخوسیا (رخج و زمین داور)، و نیز گفته‌اند.
اما زرنگ بدان گفتند که بیشتر آبادانی و رودها و کشت زارها زال زر ساخت، چنانکه زالق‌العتیق گویند اندر پیش زِرِه؛ و زالق‌الحدیث که معرب کرده‌اند، آن زال کهن است؛ و زال نو را مردمان سیستان زَرورنگ خواندندی، زیرا که موی او راست به زر کشیده مانستی؛ بَسکو را که او ساخته بود زرنگ گفتند؛ اینجا نیز دوحرف کم کردند اندر گفتار و چون مردان مرد و کاری و بزرگان همه از بسکو برخاستند، همه سیستان را بدان نام کردند و زَرَنگ خواندند. لفظ «زرنگ»، قدیمترین نام سیستان و زاولستان است؛ و در کتیبه داریوش، «زرنگا» آمده است؛ و آن شهر اکنون خراب است. و به عقیده محققین، «زرنگ» و «زریه» که در اوستائی به معنای دریاست و «دریه» به همین معنی در فرس هخامنشی و «زریا» در پهلوی و دریا به زبان امروزی، همه یکی است؛ و مراد دریای زره یا هامون می‌باشد.
سیستان، همان درنگیانای جغرافی‌دانان و مورخان یونانی است؛ که از نام اولیه آن، زرنگیان آمده است. البته نام درنگیانا، خود جایگزین نام اوستایی هئتومنت، به معنای «سرزمین رود هیرمند» شده بود.
استان زَرَنکا zara(n)ka یا زرَنکا Zra(n)ka، در کتیبه بهیستون [بیستون] داریوش اول و تخت جمشید، همچنین در کتبیه سه زبانه خشایارشاه یکم، به ایلامی Sir-ra-an-ka و اکدی Za-ra-an-ga، به وضوح در هزاره اول پیش از میلاد شکوفا شده بود.
از عناوین دیگر سیستان می‌توان به درنگا، درانژیان، مناسکاتینا، زارنگیا، زارنجی، زارایا، زاریس، بلده الجنود، دارالولایه و زاول نیز اشاره داشت.

### نیمروز
مؤلف تاریخ سیستان در بیان علت این نام گذاری، چند وجه تسمیه ذکر کرده است: نخست اینکه پادشاهان یک روز را در سال به داوری مظالم می‌پرداختند که نیمی از آن روز به دادخواهی مظالم سیستان اختصاص داشت. وجه تسمیه دیگر این است که حکما جهان را به برآمدن و فرو شدن خورشید به نیمروز تقسیم کرده بودند و سیستان از سمت شرق در منطقه‌ای قرار داشت که خورشید از آن سو برمی‌آمد، از این رو به این سرزمین نیمروز هم گفته شده است.طبق نظری دیگر، به این منطقه نیمروز گفته می‌شود، زیرا در یک تقسیم‌بندی که جهان را به چهار قسمت خراسان، ایران، نیمروز و باختر تقسیم کرده‌اند، سیستان در حد جنوبی سرزمین جنوبی (نیمروز) واقع شده است.

### در کتیبه‌ها
نام قدیم سیستان زرنگ خوانده می‌شد و در زمان هخامنشیان یکی از ساتراپی‌ها (استان‌ها) محسوب می‌شد و داریوش در کتیبه بیستون و تخت جمشید در میان سه مملکت شرقی خود از پارثا و (خراسان) هرئیو (هرات) زرنگ (سیستان) یک جا اسم برده و در کتیبه نقش رستم نیز از این سه مملکت همراه با سایر ممالک شرقی ایران که بلخ و سغد و خوارزم و قندهار و غیره باشد، نام برده است.
در فهرست مسکوکات باختر در موزه بریتانیا، سکه نقره‌ای منقوش به تصویر پلاطوا پیفانی موجود است که معاصر اوکراتیک پادشاه باختر بوده و در اواسط قرن دوم قبل میلاد سلطنت داشته است، از این رو بعضی حدس می‌زدند که پلاطوا پیفانی پادشاه سیستان بوده است.

## شناسه
مردم سیستانی از نژاد آریایی و زبانشان سیستانی یا همان سکزی می‌باشد.
راولینسون به لحاظ نژادی، سیستانی‌ها را همراه با جمشیدی‌های هرات، نمونه خالص نژاد آریایی می‌داند؛ هر چند آریایی‌ها در آستانه ورود، درگیری‌هایی با بومیان اصیل ایرانی داشتند که البته بعدها با هم اختلاط پیدا کردند. از این رو نمی‌توان از نژاد یکدست صحبت به میان آورد.
زبان‌هایی که مردم سیستان بدان صحبت می‌کردند لهجه‌های میانه ایرانی چون پهلوی اشکانی، پارسی میانه یا پهلوی ساسانی بود.
جمعیت سیستان را امروزه قوم سیستانی و دیگر اقوام مهاجر به این منطقه تشکیل می‌دهند که اکثریت آنها مسلمان و شیعه مذهب هستند.
فردوسی داستان‌های تاریخی شاهنامه خود را از سرزمین اساطیری سیستان و قهرمانان اسطوره ای آن همچون سام و نریمان و زال و رستم و… را از مردم این خطه انتخاب کرده است.
یعقوب لیث صفاری که نخستین حکومت بدون فرمان خلیفه را در ایران بنا کرد و پایتخت خود را در سیستان قرار داد، او تلاش‌های بسیاری در بازگرداندن فرهنگ و زبان پارسی پس از حمله اعراب به ایران کرد و خود نیز به زبان فارسی سخن می‌گفت و در قلمرو حکومتش صحبت کردن به زبان عربی مجازات داشت همچنین از شاعران پارسی گوی بسیار حمایت می‌کرد او در ماندگاری زبان فارسی نقش بسیار مهمی ایفا کرد.

## جغرافیا
سیستان را می‌شود به سه نوع تقسیم کرد:
1. سیستان کهن و باستان: شامل مرکز تمام مناطق شرق فلات ایران، نیمهٔ جنوبی و شرقی افغانستان کنونی، مناطق شمال پاکستان، کشمیر و همچنین طبق متون تاریخی، در دوران باستان، منطقهٔ تبت در ادوار طولانی متعلق به فتوحات امیران و حکام سیستانی بوده است.[نیازمند منبع][تحقیق دست‌اول؟]
2. سیستان اصلی و محدود: شامل نیمهٔ جنوبی افغانستان، منطقهٔ چمن و ارتفاعات آن در پاکستان، مثلث شمال غرب بلوچستان پاکستان و مناطق شرقی ایران
3. سیستان رسمی: که بعد از عهدنامهٔ پاریس و گلدسمید به سه بخش سیستان ایران و سیستان افغانستان تقسیم شده است که ولایات هلمند، فراه، نیمروز، قندهار جزو سیستان افغانستان و شهرستان‌های زابل، زهک، هیرمند، هامون، نیمروز، نهبندان، شوسف، سربیشه و توابعشان سیستان ایران محسوب می‌شوند[۲۹][۳۰][۳۱]

در پایان سال ۱۹۰۵ میلادی یا ۱۲۸۴ خورشیدی با هیئت اعزامی به رهبری هنری مک‌ماهون و نقشه‌برداری جُرج پَسمَن تِیْت صاحب‌منصب نقشه‌برداری که جزو هیئت اعزامی بود با همکاران خود اراضی ایالت سیستان و زمین‌های اطراف آن را نقشه‌برداری کردند که جمعاً قریب ۱۰۰۰ مایل مربع مساحی شد. وسعت اراضی ایالت سیستان امروزه ۷٬۰۰۶ مایل مربع است که ۲٬۸۴۷ مایل مربع آن در خاک ایران و ۴٬۱۵۹ مایل مربع آن در خاک افغانستان است.

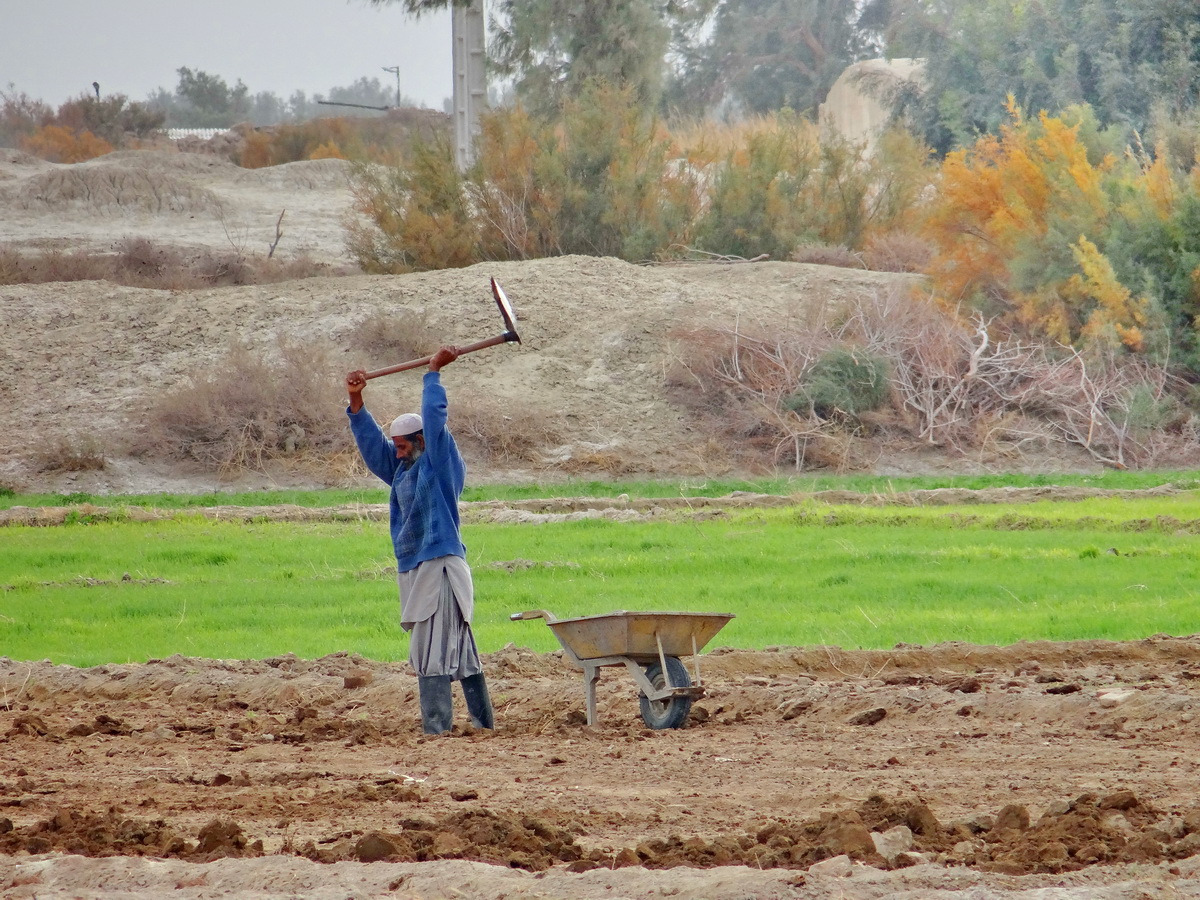
کشاورزی سیستان

شهرهای مهم سیستان کهن زَرَنگ، «شهرِ سیستان» و بُست بوده‌اند. ویرانه‌های زرنگ احتمالاً در نادعلی در شمال شهر کنونی زرنج، مرکز ولایت نیمروز افغانستان، جای دارد. ویرانه‌های بُست نیز در شمال غربی لشکرگاه، مرکز ولایت هلمند افغانستان، قرار دارد. همچنین، باید دانست که در زمان امیر صفاری، خلف بن احمد، در سدهٔ چهارم هجری، مرکز سیستان از زرنگ به شهرِ سیستان (ملقب به دار الزُهّاد) منتقل شد که ویرانه‌های شهرِ سیستان در منطقهٔ «زاهدان کهنه» قرار دارد. پیش از این انتقال گهگاه، به زرنگ نیز، شهرِ سیستان گفته می‌شد.

### مناطق سیستان
در کتاب تاریخ سیستان، از ۱۶ کوره (ولایتِ) متعلق به سیستان نام برده شده است:
1. اَسفِزار
2. جبل نیهْ
3. سردرهٔ هندقانان
4. فَراه
5. اوق
6. خواش
7. فُلاد
8. فِشلَنج (پِشلَنگ)
9. نوزاد
10. بُست
11. زمین‌داور
12. رُخَج
13. رکش
14. رودبار
15. زابل
16. کابل

#### سیستان ایران

بخشی از سیستان تاریخی که در مرزهای ایران کنونی جای دارد. منطقهٔ سیستان در ایران کنونی شامل شهرستان‌های زابل، زَهَک، نیمروز، هامون و هیرمند در استان سیستان و بلوچستان و شهرستان نهبندان در استان خراسان جنوبی است.

منطقهٔ سیستان ایران شامل شهرستان‌های زابل، زَهَک، نیمروز، هامون و هیرمند در استان سیستان و بلوچستان و شهرستان نهبندان و توابع آن در استان خراسان جنوبی است.
سیستان ایران در شرق ایران و در شمال استان سیستان و بلوچستان در دشت پست و همواری در ۳۰ درجه و ۱۸ دقیقه تا ۳۱ درجه و ۲۰ دقیقه عرض شمالی و ۶۱ درجه و ۱۰ دقیقه تا ۶۱ درجه و ۵۰ دقیقه طول شرقی، نسبت به نیمروز گرینویچ قرار دارد. از شمال به استان خراسان جنوبی، از شرق به کشورهای پاکستان و افغانستان و از غرب به بیابان لوت محدود است.
سیستان دارای آب فراوان و خاک آبرفتی و از مناطق بسیار حاصلخیز ایران بوده است. در دوره‌های اخیر به علت خشکسالی‌های پی‌درپی حجم آب بسیار پایین آمده و دریاچهٔ هامون کاملاً خشکیده است و هزاران تن از سیستانیان مهاجرت کرده‌اند. به باور کارشناسان بنیاد نیمروز، حدود یک میلیون تن از سیستانی‌ها در استان گلستان سکونت دارند.

#### سیستان افغانستان

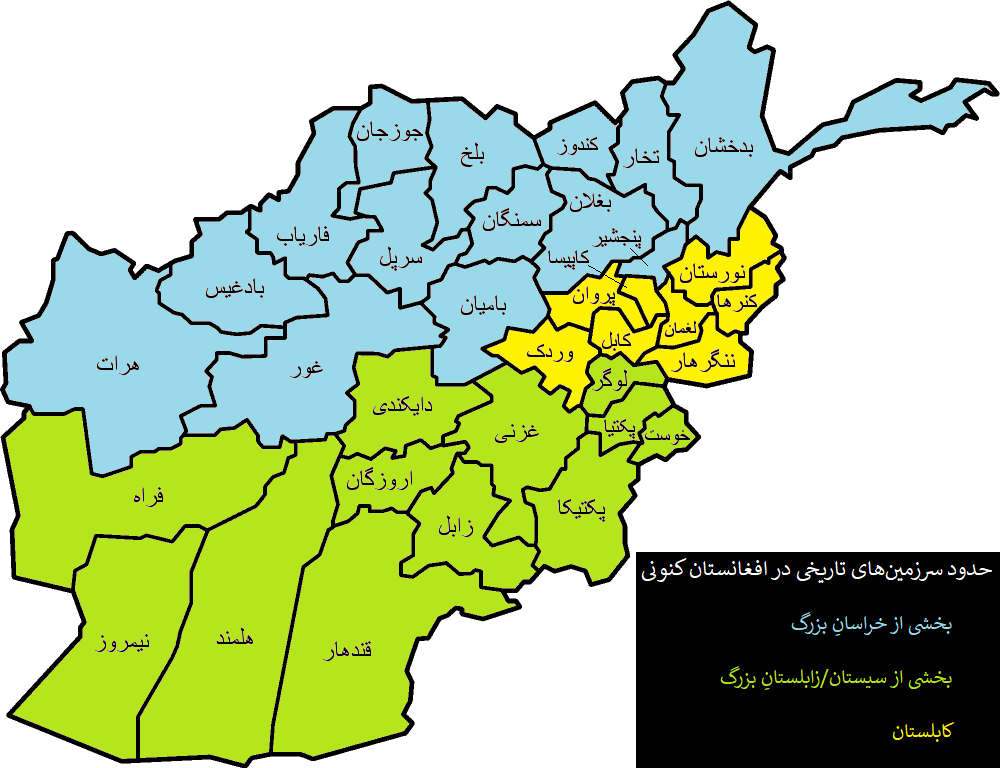
حدود سرزمین‌های تاریخی در افغانستانِ کنونی آبی: بخشی از خراسانِ تاریخی سبز: بخشی از سیستان/زابلستانِ تاریخی زرد: کابلستان

## سیستان در شاهنامه
«خدای تعالی خویشتن را هیچ بنده چون رستم دیگر نیافرید» (تاریخ سیستان)
سرزمین سیستان در شاهنامه اهمیت ویژه ای دارد. این ناحیه که نام‌های گوناگونی به آن اطلاق می‌شده است، محل حکومت سام نریمان و فرزندان و نوادگانش بوده است و بسیاری از اتفاقات و رویدادهای مهم شاهکار حکیم توس در آنجا به وقوع می‌پیوندد سرزمین مقدسی که محل پیدایش و خیزش بسیاری از پهلوانان ایران زمین از جمله رستم است. سیستان با دشت‌های زیبا و چراگاه‌های پهناور، محلی برای آرامش و جشن و سرور رستم و خاندانش و پهلوانان و پادشاهان است. این سرزمین را در شاهنامه با نام‌های سیستان، زابلستان، زابل، سجستان، سگستان و نیمروز خوانده‌اند.
اهمیت سیستان تا بدان جاست که نابودی آن برابر با نابودی رستم و تمام افتخارات است. در گفتگوهای رستم با اسفندیار یکی از دغدغه‌های رستم آن است که پس از مرگش دیگر سیستان حامی ندارد و نگران تاراج است.

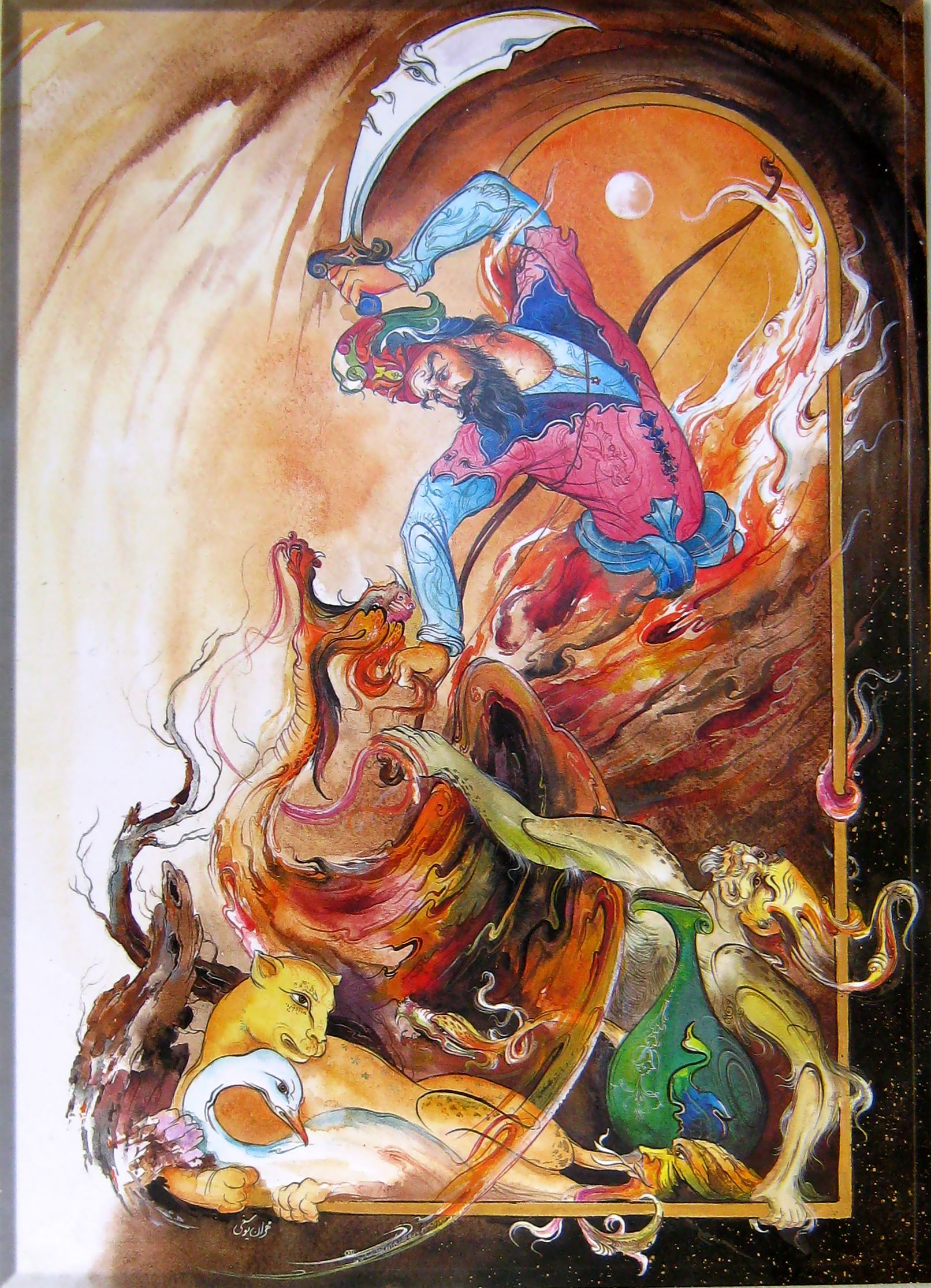
رزم رستم با اژدها

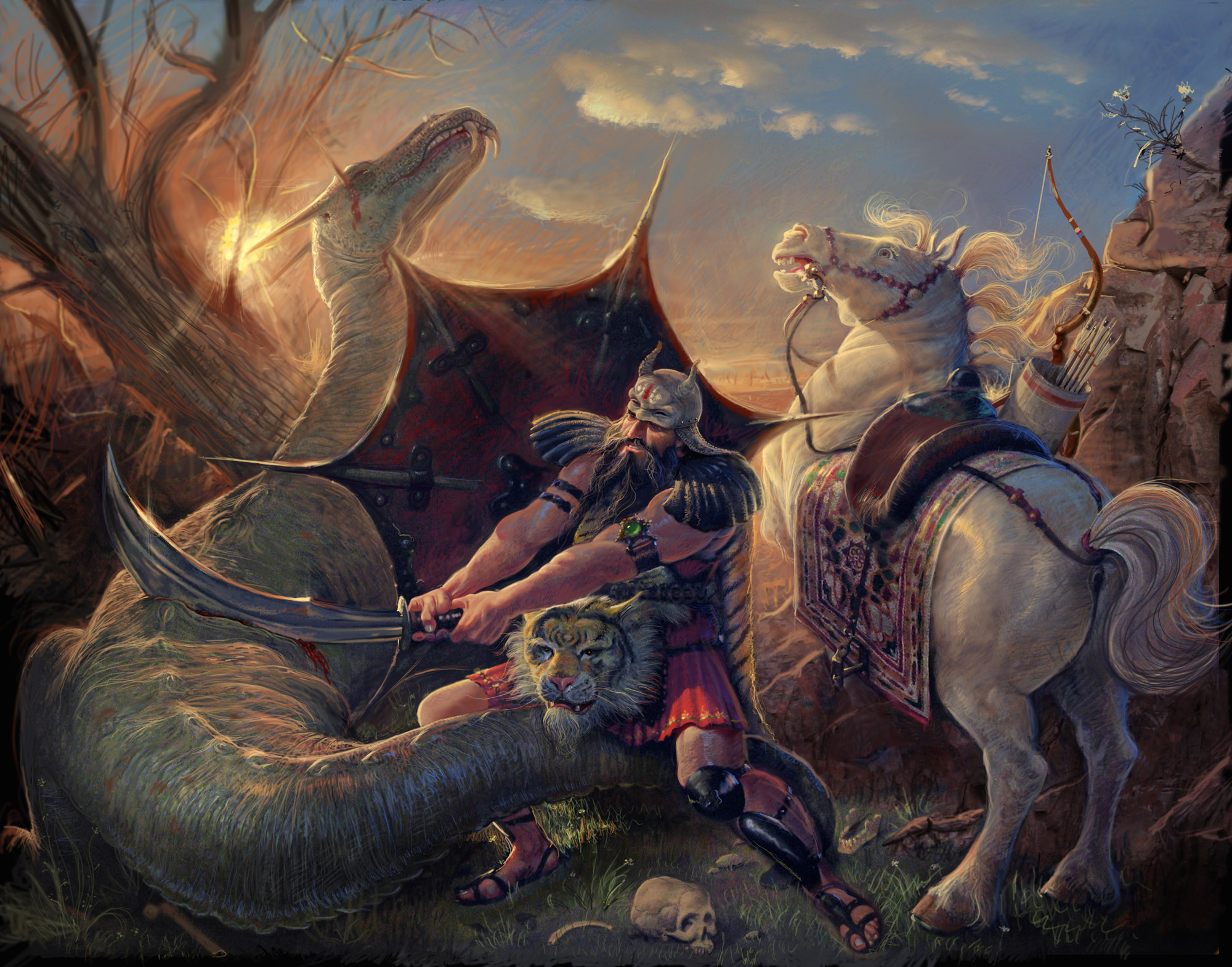
کشته شدن اژدها به دست رستم، خان سوم، اثر عادل عدیلی

رستم پهلوان، مردی است یزدان‌شناس، زیرک و هنرمند با تدبیر و دوراندیش، عاشق ایمان و ایران خویش، در دوستی استوار و در وفاداری پایدار است. عمری طولانی دارد که گویی به درازای آرزوی ملتی می‌ماند که خود را در او خلاصه می‌کند جان برکفی است که در راه هدف سراز پای نمی‌شناسد و خویش را وقف مصالح ملت خویش کرده است اندیشه او خلاف بسیاری از شاهان است که ملت را برای خود می‌خواهند و اتکای او تنها به خداوند است و نیرو ی تن و اندیشه خویش.
رستم با قدرت کار ندارد ولی قدرت با او کار دارد نه اینکه صوفی باشد، ولی در هیچ جنگ تجاوزگرانه ای شرکت نکرده است. نیرویی که دارد صرف دفاع از ایران و کشتن دیوان می‌گردد.
برخی از صفات رستم، پهلوان بی بدیل شاهنامه را برشمردیم. همان صفات و خصوصیاتی که نمونهٔ آن را امروزه در مردم نژاده و اصیل سیستان می‌بینیم سیستانی با نام بلند و دغدغه‌های رستم گونه اش.
مردی دارای عظمت وشکوه است کشنده دیوها ودشمن نامردیها رهایی‌بخش ایران ونگهدارنده شاهان و وفادار به آنان است اومردی آزادبوده برده وفرمانبردار هیچ‌کس نیست در دنیای شاهنامه مردی متعلق به تمام مردم است کسی را یارای بند گرفتن او نیست. اگر کاری رابخواهد انجام دهد کسی نمی‌تواند با او مخالفت کند مگر تقدیر که گریزی از آن نیست.
چو خواهنده رستم بود بی گمان نپیچد ز رایش مگر آسمان
از دیگرخصوصیت بارز رستم پهلوان بی بدیل سیستان، حتی آنجا که از نژاد و تبار خود سخن می‌گوید وگاه خود را می‌ستاید، خرد ورزی و آزادگی است.
تا زنده است تن به بند نخواهد داد زیرا از بند نام او بد خواهد شد واین بدنامی مرگ فرهنگی و پهلوانی وی را بدنبال دارد؛ زیرا نام خود فشره شده و نماینده تمام پهلوانی‌ها و جوانمردی‌ها ی آن خواهد بود. در چشم رستم نام برتر از همه چیز است نگران است که «نامش به ننگ بازگردد» و «درجهان از او بوی ورنگ نماند»
رستم مظهر نجابت و فرهیختگی مردم ایران است و عقل را مشکل گشای خود می‌داند نه خون و خونریزی و سبعت را. او در همان حال که نامجو است و از ننگ می‌پرهیزد، بهترین شیوه‌های مقابله با ننگ و زیباترین راه‌های بدست آوردن نام را می‌شناسد و به همین جهت است که رستم نمایش روح فرزانه و هوشیار ایرانی است که در هر لحظه از تاریخ خود، حال و مقام و زمان برای حل مشکلات می‌یابد که موفق، گره گشا است.
رستم همواره به یاری خداوند پشتگرم است رستم همواره نیش ونوش را درهم می‌آمیزد وتا راه صلح باز است در جنگ نمی‌کوبد ودر بیشتر مواقع صلح رابه جنگ ترجیح می‌دهد.
رستم خردمند آینده خوشی در خواب می‌بیند وچنان مشکلات کار فرار را آسان می‌نگرد که خواننده را شگفت زده می‌کند و بارویای فردایی درخشان دلها را به شور می‌آورد، دشواریها را می‌پوشاند وآدمیان را به فداکاری وامی‌دارد.

تولد رستم، نسخه‌ای از شاهنامه در کتابخانهٔ چستربیتی

## تاریخ
سیستان در اساطیر ایران و آئین زرتشت، اهمیت بسزایی دارد. در داستانهای قدیم ایرانی، زابلستان از این جهت واجد شهرت و اهمیت است که موطن زال، پدر رستم، پهلوان نامدار ایران باستان می‌باشد. در یک متن پهلوی به نام شهرهای ایران، ساخت سیستان و بنای آتشکده کرکویه، به افراسیاب تورانی نسبت داده شده است.
مورخین قدیم یونان، سرزمین واقع در مسیر سفلای هیرمند را درانگیانا می‌خواندند که ضبط‌های دیگرش زرنگای و سرنگای می‌باشد. از این منطقه در کتیبه‌های داریوش اول در بیستون و تخت جمشید، تحت عنوان زرنک یاد شده است.

### سیستان در زمان حکومت ماد
یازدهمین سرزمین و کشور نیکی که من _ اهورامزدا _آفریدم، هیرمند فرهمند بود سرزمین یکه فرزندان زرتشت پیامبر در آنجا و از آن رستاخیز خواهند کرد. حدود چهار هزار سال قبل از هجرت پیامبر، گرشاسب بن اترات بن… کیومرث با دیدن این دو درخت مصمم به ساختن سیستان گردید. (ماجرای حضرت آدم و حوا، درخت انار و درخت خرما) ایرج افشار در کتاب بزرگان سیستان می‌نویسد، خط نصف النهار از آنجا می‌گذرد و دنیای مسکون را دو نیمه می‌کند.
کتاب تاریخ سیستان تألیف ادموند کلیفورد با سورث دوره پهلوی را متعلق به یکی از دو دوره اشکانی یا ساسانی می‌داند. دوره رستم هزار سال پیش از تولد حضرت محمد (ص) بود. سیستان سرزمین نسبتاً همواری است که بیشتر زمین‌های آن از رسوبات و ته نشست رودخانه هیرمند تشکیل شده است.
سیستان نام سرزمینی وسیع در بخش‌های جنوب شرقی فلات ایران است که امروزه قسمت اعظم آن در خاک افغانستان واقع شده و با نام ولایت نیمروز خوانده می‌شود قدیمی‌ترین نامی که تاکنون از سیستان در متون به جای مانده «هئتومنت» میباشدکه در اوستا به کرات از آن یاد شده است.
سرزمین هئتومنت در کیش ایرانیان باستان از جایگاهی قدسی و الوهی برخوردار بود و آن را سرزمینی می‌دانستند که منجیان نو کننده دنیا از آنجا ظهور خواهند کرد. در اوستا از هیرمند به عنوان رودخانه ای یاد شده است که فرکیانی در آن قرار دارد نام اوستایی دریاچه هامون «کنس اویه یا «کنسو» بود، و در پهلوی و پازند «کیانسه» یا کیانسه و در فارسی به گونه «کانفسه» آمده است.
اوشیدم، اوشیدرنه نام اوستایی کوه خواجه سیستان است. در تاریخ هردوت این سرزمین به نام «سرنگن» و در کتاب ایزید و خارا کسی بنام‌های آنابن و در «فرنگستان» آمده است، دریاچه هامون را یونانیان آریاپلوس می‌نامیدند.
نخستین و قدیمی‌ترین شهر سیستان که مورخان و جغرافی نگاران مسلمان از آن یاد کرده‌اند «رام شهرستان» یا ابر شهر می‌باشد.
زرنگ نخستین مرکز قدرت مستقل ایران پس از هجوم و تسلط اعراب به اسم زرنج مشهور گردید.
سکاها چون مانعی بر سر راه خود ندیدند، از مرزهای شمالی ایران مهاجرت کردند و در ایالت زرنگ در شرق ایران ساکن شدند از آن پس این ایالت بنام اینها سکستان نامیده شد.

### سیستان در زمان هخامنشیان
از جمله مواردی که در تفکیک تاریخ اساطیری و دوران تاریخی ایران ابهام وجود دارد، تطبیق اشخاص است. به عنوان نمونه برخی بهمن جانشین گشتاسب را همان اردشیر اول هخامنشی می‌دانند. در تاریخ آمده است که سیستان از همان آغاز، جزو ممالک کوروش هخامنشی به حساب می‌آمد و به گفته هرودوت سرنکیان که در شهربانی چهاردهم اقامت داشتند، توانستند در زمان داریوش سیستان را اشغال کنند. بنا به گفته مورخین یونانی داریوش در هنگام جنگ به ساکنین آنجا به ویژه تیره آریاسپی (راننده اسب توانا) لقب اورگاتا (یاری کننده) داده است. هرودوت در کتاب هفتم خود می‌نویسد: سیستانی‌ها در لشکرکشی خشایارشاه بر ضد یونان شرکت داشتند و در فقره ۶۸ آنان را چنین توصیف می‌کند که سیستانی‌ها جبه رنگین و موزه‌ای که تا به زانو می‌رسید داشتند. کمان و نیزه آنان نیز به طرز ماد (مد) بود. همچنین در عهد هخامنشان سیستان از جاهایی بود که مالیات هنگفتی (هر سال ششصد تالنت) به خزانه دولتی پرداخت می‌کرد که بیانگر ثروت آن منطقه است.
به گفته مستر هگارت، اسکندر در زمان حرکت خود به شرق، زمستان را در سیستان به سر برده، سپس به لشکرکشی خود از کنار رود هیرمند به سمت بالا ادامه داد. بنا به نقل اساطیر اسکندر پس از ازدواج با روشنگ به سیستان رفت و با برخورد مناسبی که شاه سیستان با وی داشت، به فرمان وی قلعه‌ای جداگانه در جنوب سیستان برای روشنک ساخته شد که پس از بازگشت از لشکرکشی به هند به این مکان بازگشت و مدت یک ماه در این قلعه که آن را ارک نامید به سر برد.

### سیستان در زمان سلوکیان
اسکندر مقدونی بر ایران و ایالات مختلف آن از جمله زرنکه تسلط یافت، گویا در این دوره سیستان دارای آب فراوان، کشتزارهای گشوده و شهرهای آباد بوده است زیرا به گفته مورخان یونانی، اسکندر با لشکر عظیم خود پس از عبور آریانا به درنگیانا رسید و زمستان را در این سرزمین سپری نمود و سپس عازم تسخیر هند شد.
یکی از سیاست‌های اسکندر برای ویران کردن ایران، ساخت شهرهایی در مناطق سوق الجیشی به نام اسکندریه بود یکی از این اسکندریه‌ها در سیستان بود. نظام برده داری و فئودالی سلوکیان ایجاب می‌کرد که آنان در منطقه آبادی چون سیستان، شهرها و آبادی‌های زیادی بسازند.
پس از این حکومت یونانی باختری در بلخ به قدرت رسید سیستان نیز به تصرف آنان درآمد، ظاهرا سیستان از مهم‌ترین ایالات آنان به‌شمار می‌رفت. حضور یونانی‌ها را بوضوح می‌توان در نقاشی‌های کوه خواجه مشاهده کرد.
یونانیان در سیستان مبادرت به تأسیس شهرهای زیادی کردند. اسکندر مقدونی پس از ورود به سیستان که از طریق آریا (هرات) صورت گرفت پروفتازیا اقامت گزید و پس از پایان اقامت از طریق آریا سپه عازم تسخیر هند شد.
تاریخ نویسان یونانی جایگاه پروفتازیا را در شمال سیستان بیان کرده‌اند از سوی دیگر تاریخ سیستان نیز محل اقامت اسکندر و همسر او روشنک را در شمال قلعه سیستان عنوان کرده است.

### سیستان در زمان اشکانیان
سیستان یکی از مناطق بسیار مهم دوره اشکانی در باستانشناسی ایران بهشمار می‌رود. این منطقه در تاریخ سیاسی و فرهنگی دوره مذکور به لحاظ حاکمیت یونانیهای باختر، ورود سکاها، حضور خاندان پرقدرت سورنپهلو و محل وقوع داستانهای حماسی و پهلوانی ایران از شهرت خاصی برخوردار است. شرایط زیست‌محیطی مطلوب سیستان در دورة اشکانی سبب گردید که در این منطقه شهرها و استقرارهای فراوانی بهوجود آید. چنان‌که از مجموع ۱۶۶۲ محوطة شناسایی شده در منطقه، ۳۹۲ مکان به دورة اشکانی تعلق دارند که در نیمة شمالی و نیز جنوبی آن که هماکنون بیابان است، پراکنده شدهاند. در هر یک از دو ناحیة مزبور محوطه‌های وسیعی شناسایی شدند که بر اساس رتبهبندی می‌توان آنها را به عنوان مکانهای مرکزی سیستان در دورة اشکانی بهحساب آورد. آثار و شواهد باستانشناسی نشان می‌دهد که سیستان در دورة اشکانی سرزمینی بسیار آباد، پرجمعیت و دارای منابع آبی فراوانی بوده است که بر این اساس، در بخشهای شمالی و جنوبی آن شهرها و روستاهای بیشماری ساخته شده است. این رخداد بنا به شرایط زیست ـ محیطی مناسب (آب فراوان، خاک خوب، هوای معتدل، مرتع، صید و شکار و تجارت) که در این ایام در سیستان جریان داشت، میسر گردید.

### سیستان در زمان ساسانیان
با انقراض اشکانیان، اردشیر بابکان اولین پادشاه ساسانی، بار دیگر با تسخیر سیستان، این منطقه را دست نشانده خود کرد. این مناطق معمولاً با به رسمیت شناختن شاهان ساسانی و پرداخت خراج، جایگاه مستقل خود را به عنوان حکومت محلی حفظ می‌کردند. همچنین آمده است که بعد کشته شدن پیروز در ۴۸۴م بخش اعظم زمین‌های این منطقه تحت فرمان هپتالیان درآمد، اما طبق در نتیجه لشکرکشی خسرو اول، انوشیروان، این منطقه مجدداً به زیر فرمان ساسانیان بازگشت. در زمان اقتدار سلسله ساسانی تعیین فرمانروایان مناطق بزرگ و استراتژیک از جمله سیستان که با عنوان سگانشاه و فیروز از آنها یاد شده است، عمدتاً از جانب حکومت مرکزی صورت می‌گرفت و به پسران شاه بخصوص کسانی که احتمال پادشاهی آنان می‌رفت واگذار می‌شد. از جمله آنان می‌توان به نرسی، پسر شاهپور اول و بهرام سوم فرزند بهرام دوم که پس از فتح مجدد آن را پسرش واگذار کرد، اشاره نمود. در اواخر دوران ساسانی با ضعف شاهان و اختلالات در تشکیلات اداری و نظامی، حکومت محلی سیستان قدرت بیشتری یافته، تقریباً مستقل شدند؛ به گونه‌ای که قدرت نظامی و لشکری آنان در محافظت از مرزها اهمیت سیاسی امرای محلی را نمایان‌تر می‌ساخت. در زمان ظهور اسلام و فتوحات مسلمین حاکمان سیستان بختیار ذکر شده‌اند.
ماجرای فرار آخرین پادشاه ساسانی به سیستان و نهایتاً کشته‌شدن او در خراسان چنین نقل شده است که همزمان با فتح مناطق مختلف سرزمین ایران به دست مسلمانان، یزدگرد آخرین پادشاه ساسانی نیز شهر به شهر فرار می‌کرد، تا اینکه از کرمان راهی سیستان شد. یزدگرد روزی از شهریار سیستان که با وی با اکرام رفتار نموده و بزرگ می‌داشت طلب خراج کرد. شهریار سیستان نیز این امر را خوش نداشت و شاه نیز سیستان را ترک کرده روانه خراسان شد، اما به دست نیروهای ماهویه، مرزبان مرو در خانه یک آسیابان و به نقلی دیگر به فرمان وی به دست آسیابان کشته شد.

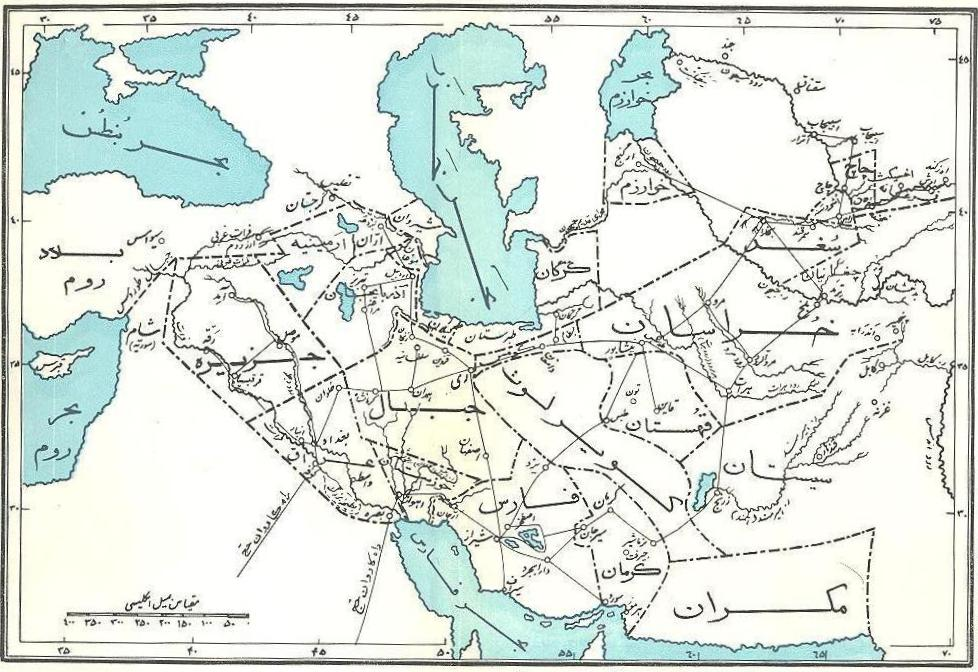
محدوده سیستان در دوران خلفای عباسی

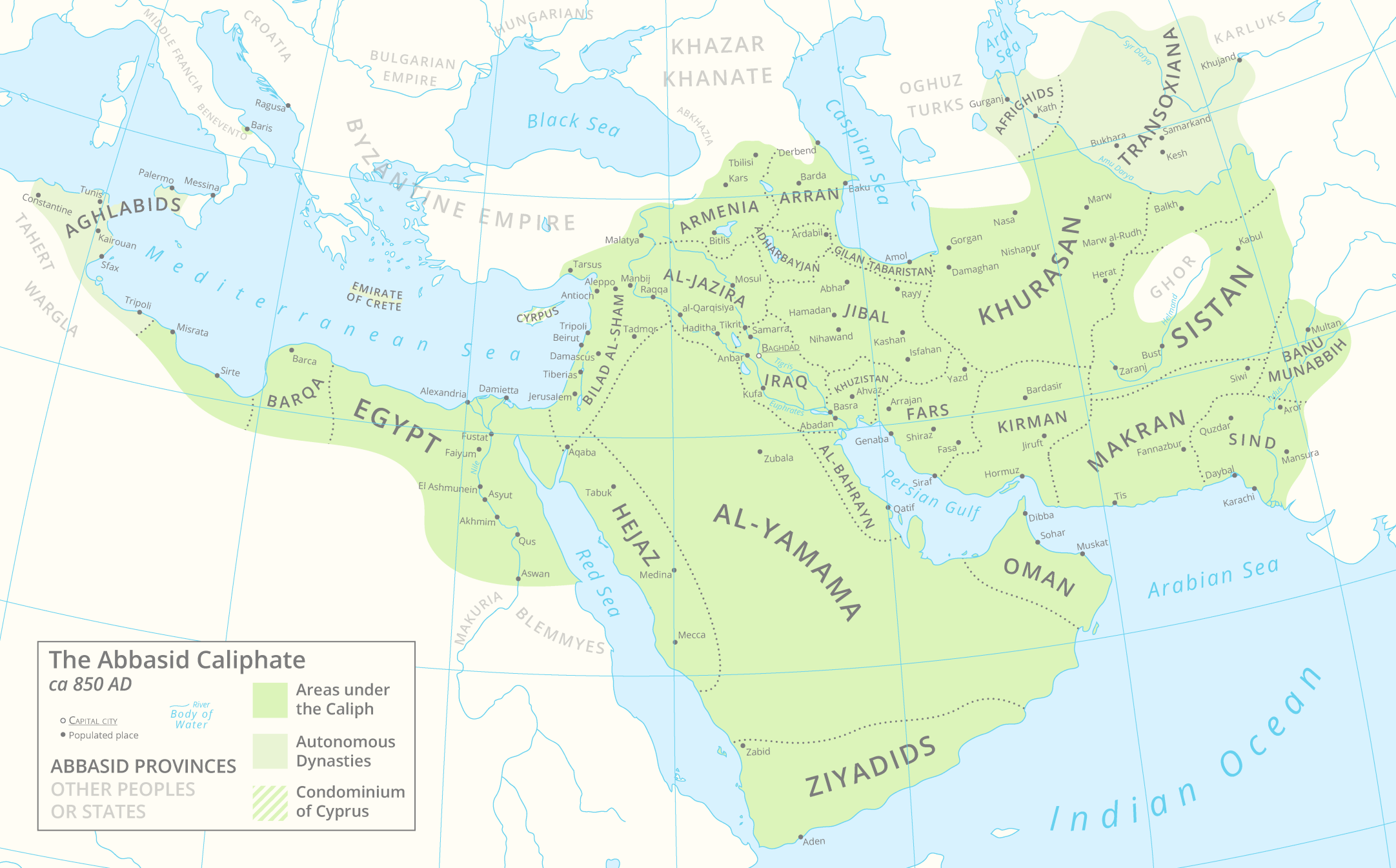
نقشه‌ای مربوط به دوران اوج قدرت خلافت عباسیان در حدود ۸۵۰ میلادی که در آن مرزهای (تقریبی) سیستان نیز مشخص است.

مرزهای سیستان معاصر با آل مظفر (محدوده ملوک نیمروز)

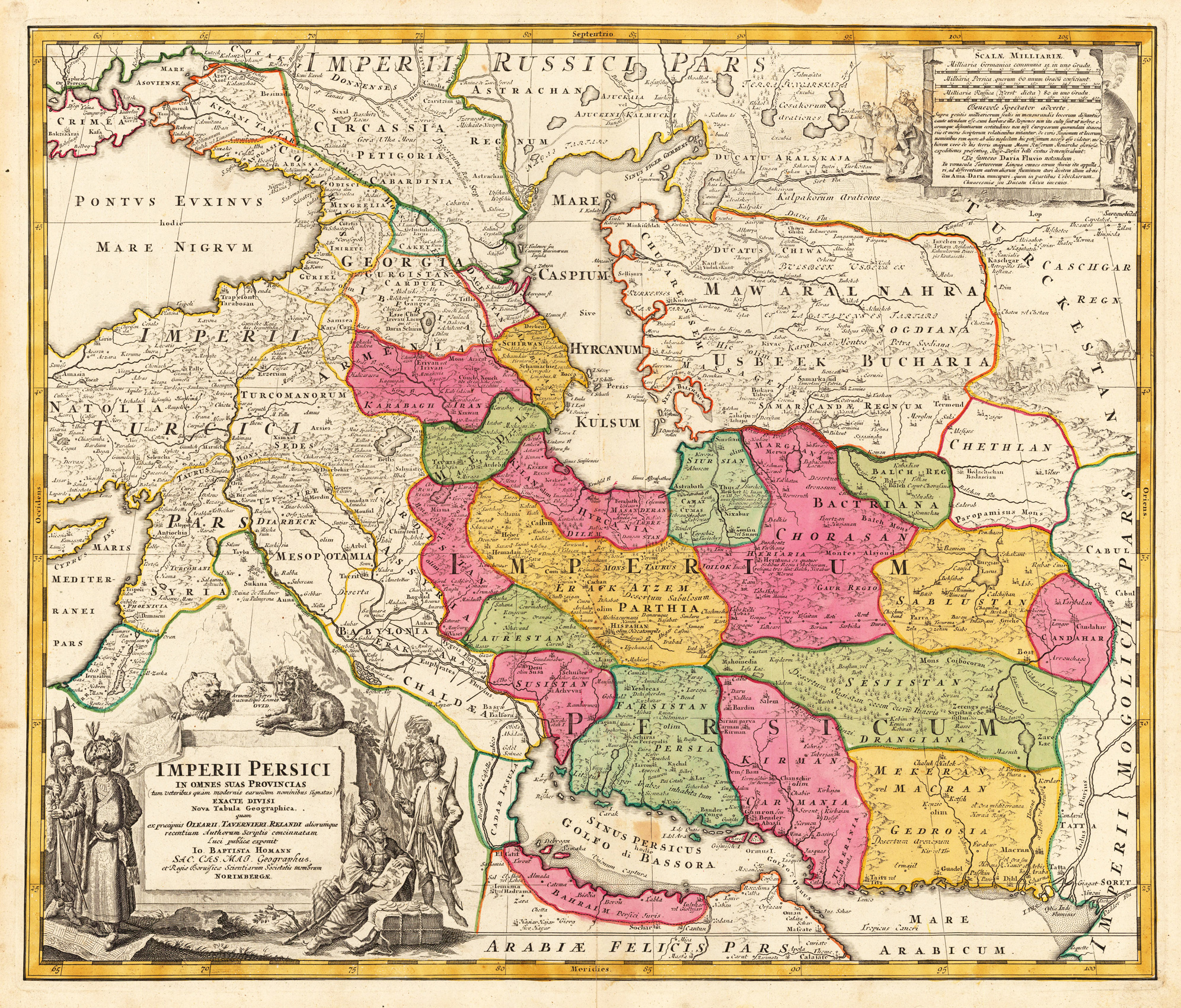
سیستان در پادشاهی صفویه

در سال ۷۵۸ هجری شمسی، تیمور با لشکریان خود در جلو حصار سیستان ظاهر شد و قلعه آن را با خاک یکسان نمود. پس از مقاومت مردم، تیمور اهالی سیستان را قتل‌عام کرد.
در سایه ظهور حکومت صفویه، سیستان مجدداً جان گرفت و مدنیتی به هم زد.
در قرن نوزدهم میلادی، ولایت سیستان مایه بحث و منازعه بین حکمرانان هرات و قندهار واقع شد. پس از اتحاد افغانستان توسط دوست‌محمد خان، محارباتی جهت تصرف سیستان بین ایران و افغانستان روی داد. سرانجام تحدید سرحدات در سال ۱۸۷۲ به دست کمیسیون انگلیسی به ریاست سرلشکر فردریک گلدسمید صورت پذیرفت و قسمتی از سیستان به وسیلهٔ عهدنامه پاریس از سیستان جدا گردید و در آن سوی مرز ماند، که به مهاجرت گسترده مردم سیستان بخش افغانستان به ترکمن صحرا ایران انجامید.
و بنیاد نیمروز خانه فرهنگ و هنر سیستانیها در تلاش است که به همت محققین ومدیران فرهیخته اش به گفته محمد آذری سنت‌های نیک نیاکان خویش را حفظ و اشاعه دهد
از سال ۱۳۲۵ تا ۱۳۱۶ شمسی، سیستان جزو قلمرو خاندان خزیمه علم درآمد. در این زمان، سیستان بر اساس ترتیبات اداری و سیاسی نوین کشور، به عنوان بخشی از استان کرمان درآمد در حال حاضر سیستان جزئی از استان سیستان و بلوچستان کنونی ایران است.
مرکز فعلی سیستان، زابل خوانده می‌شود. اگرچه در گذشته تحت عناوین نصرت آباد، نصیرآباد و سیستان نیز خوانده می‌شده است. شهر فعلی سیستان در اواخر دهه ۱۸۶۰ میلادی و توسط امیرعلم خان سوم خزیمه بنا شد.

## بنای سیستان
سیستان منطقه‌ای است که قدمت سکونت در آن به دوران اساطیری ایران بازمی‌گردد. سرزمین هلمند یا سیستان در پاره‌های ۱۳ و ۱۴ نخستین فصل وندیداد (اوستا) به عنوان یازدهمین سرزمین نیک که اهورامزدا آفریده، یاد شده است.
طبق متون اساطیری گرشاسب پسر اثرت بن شهر بن کورنگ بن بیداسب بن تور بن جمشیدالملک بن نونجهان بن اینجد بن اوشهنگ بن خراوک بن سیامک بن موسی بن کیومرث سیستان را بنا کرده است.
وی در صدد بود شهری بنا کند که ضحاک نتواند بدان دست یابد، زیرا وی در جهانگشایی‌هایش دست به کشتار و ویرانی می‌زد، تا اینکه به هنگام سفر، با رسیدن به این منطقه و مشاهده درختان انار و خرما، رغبت به بنای شهر در این ناحیه نمود.
بنا بر نقل‌های اساطیری فاصله میان ساخت سیستان تا ظهور اسلام چهار هزار و اندی سال می‌باشد.
سرزمین اولیه سیستان دورتر از محل کنونی در محدوده‌ای میان کرمان و سیستان امروزی قرار داشت که «رام شهرستان» و «ابرشهریار» نامیده می‌شد.تمرین به علت تغییر مسیر رود هیرمند و تبدیل این منطقه به بیابان، مردم مجبور به ترک رام شهرستان و تأسیس شهر زرنگ شدند. با وجود مدفون شدن رام شهرستان در زیر شن‌های کویر، تا قرن چهارم برخی از ابنیه و خانه‌های آن پابرجا بوده است.
سیستان که در روزگار باستان شامل تمام مناطق شرق فلات ایران می‌شد و طبق متون تاریخی در دوران باستان منطقه تبت در ادوار طولانی، متعلق به امیران و حکام سیستانی بود، در دوران معاصر مطابق با عهدنامه پاریس و قرارداد گلداسمیت به دو بخش سیستان ایران و افغانستان تقسیم گردید.
در زمان باستان، بست، رخد، زمین داور، کابل و سواد آن، سفزار، بوزستان، لوالستان، غور و کشمیر از جمله شهرهای سیستان باستان بود.

## جایگاه و اهمیت سیستان
سیستان که در کنارهٔ دریاچهٔ هیرمند به وجود آمده است را زادهٔ هیرمند نیز می‌نامند، زیرا در غیر این صورت سرنوشتی همچون همسایه غربی و شمالی‌اش، کویر لوت پیدا می‌کرد.
هیرمند در تاریخ با نام‌های دیگری نیز همچون اتیماندروس یا اریماندروس (نزد مورخان قدیم یونان)، هندمند، هیلمند، هلمند، هرمند و هئتومنت (نام دریاچه در اوستا به معنای دارای پل و بست) خوانده شده است. بُست اولین شهر سیستان است که از آب رودخانه هیرمند مشروب می‌شود. رود هیرمند و دریاچه هامون (زره، کیانسیه) نزد زردشتیان بسیار مقدس است، چرا که سه پیغمبر زردشت از کنار دریاچهٔ هامون ظهور خواهند کرد. از آنجا که وضع قرار گرفتن طبقات زیرین زمین همانند بالا همیشه منظم نیست، در ادوار گوناگون، تغییراتی در مسیر آب رودخانه‌ها ایجاد شده و منطقهٔ سیستان به تبع این جابجایی‌ها، تغییر مکان‌هایی نیز به خود دیده است.
جغرافیدانان صحبت از جنگل‌هایی در زمان باستان در این منطقه هم کرده‌اند.
افسانه‌های موجود که به عنوان فضایل برای سیستان اساطیری ذکر شده است؛ همچون علت بنای سیستان توسط کیومرث، اقامت حضرت آدم در این منطقه در زمانی که در طلب حوا بود، ایستادن کشتی نوح در این منطقه، فرود حضرت سلیمان در این ناحیه و… همگی ناشی از موقعیت مناسب جغرافیایی و آب و هوای مطلوب این منطقه دانسته شده است.
در کل، زمین سیستان پوشیده از رمل است آب‌وهوای سیستان معتدل مایل به گرم است. بادهای شدیدی از جانب شمال پیوسته در آن می‌وزد، به طوری که بادهای پیوستهٔ سیستان معروف است و اختراع نخستین آسیاب‌های بادی در جهان از سیستان گزارش شده است.

## دلاوری مردم سیستان در آیینهٔ تاریخ
گیرشمن و کنستانتین اینوسترانتسف، می‌گویند: سیستانی‌ها از ارکان اصلی قدرت شاهنشاهی ساسانی بودند همچنین خانیکوف نیز می‌گوید ساسانیان با حمایت سیستانی‌ها به قدرت رسیدند.
آمیانوس مارسلینوس، تاریخ‌نویس نامدار رومی، همزمان با فتح شهر آمد به دست شاهپور ذوالاکتاف، که جزو افسران مدافع شهر بوده است می‌نویسد :
... سیستانیان در غیرت و مردانگی مانند ندارند.
کریستن سن:
«در لشکر کشیهای داریوش و خشایار شاه، سکاها از بهترین افواج به‌شمار می‌آمدند. اشکانیان و ساسانیان نیز بیش از همه به سیستانیان اطمینان داشتند.
یزد گرد آخرین شاه ساسانی در گریز از فاتحان پیش و بیش از همهٔ ایرانیان به سیستانیان دل بسته و به سیستان پناه برده است.
بلادری نویسندهٔ فتوح لبلدان در باب پرداخت خراج از سوی پادشاه سیستان می‌نویسد: «پادشاه سیستان خراج را به حکومت نه به خواست آنا بلکه به اختیار خویش می‌پردازد و نمایندهٔ بنی امیه می‌گوید: «آن متاع را از ایشان بپذیر که این مرزها نا حیتی شوم است».
مقدسی، جغرافیا نویس عرب: سیستان «مرکز مردان گردن فراز و پیشگام است» و «آشوبش وحشت‌انگیز» و مدانش دستارهای خویش را همانند افسر می‌پیچند.
یاقوت حموی مؤلف معجم البلدان: سیستانیان در بازارهای خویش با شمشیر آخته رفت و آمد می‌کنند.
نصر بن احمد پادشاه مقتدر سامانی: دیدار با سرکردهٔ عیاران سیستان (ابوجعفر احمد بن محمد) را از آرزوهای بزرگ خویش می‌شمارد.
سیستانیان در دورانی که ایران زیر سلطهٔ مغولان بود موفق شدند، در دورترین ناحیهٔ هند، یعنی بنگلادش امروزی، حکومت مستقلی را به وجود آورند و بنیانگذار بنگلادش شدند.
سیستانی که با دلاوری مردان عیارش، خود و ایران را از زیر یوغ مهاجمان رها کرد و موفق به تشکیل نخستین فرمانروایی مستقل ایرانی، پس از ۲۵۰ سال سلطه تازیان شد.
بسیاری از مورخین یعقوب لیث را نخستین شهریار ایرانیِ احیاگر زبان پارسی، پس از فروپاشی شاهنشاهی ساسانیان می‌دانند. وقتی شاعری بنا بر رسم زمان قصیده‌ای به عربی در مدح او سرود، وی او را ملامت کرد که چرا به زبانی که نمی‌فهمد برایش شعر سروده است: «چیزی که من اندر نیابم چرا باید گفت».
قیام مردم سیستان علیه بنی امیه نخستین قیامی که پس از حادثه عاشورا، برای خونخواهی حسین بن علی بر ضد حاکمان اموی به وقوع پیوست. این قیام، اولین قیام بعد از عاشورا است که کمتر از چندماه پس از واقعه کربلا رخ داد.
حریز بن عبدالله و عبدالله بن نجاشی از صحابیان جعفر صادق در سجستان، در واکنش به ناسزاگویی خوارج به علی بن ابیطالب، تعدادی از آنان را کشتند.
سیستان چنان سرزمین ارجمند یست و مردمانش چنان دلاورانی اند که حتی در دوران مغلوبیتش، فاتحان از آن چشم می‌زنند و دلیری مردمانش را می ستایند. رودکی شاعر بزرگ ایران، قصیدهٔ بلند بالای «مادرمی» را در مدح ابوجعفر پادشاه سیستان می‌سراید و در آن وی را «آن مه آزادگان و مفخر ایران» می‌خواند.

## نام‌آوران
سپهبد سورنا اشکانی
سورنا یا سورن (رستم سورن پَهلَو) سیاستمدار و سپهبد ایرانی و رئیس خاندان سورن در دورهٔ اشکانی بود. خاندان سورن، یکی از هفت خاندان معروف دوره اشکانی، بود که قلمرو آن‌ها در سیستان قرار داشت. واژه سورن در زبان پهلوی اشکانی به‌معنای نیرومند به کار می‌رفت و این خاندان وظیفه تاج‌گذاری شاه پارت را به‌طور موروثی بر عهده داشتند. مورخان عهد باستان سورنا را سرداری قدبلند، خوش‌سیما با موهای بلند، خردمند، قدرتمند، جنگجو و شجاع توصیف کرده‌اند. منابع تاریخی به‌علت تعلق او به خاندان سورن او را در قدرت و دلیری بی‌مانند دانسته‌اند.

### ابراهیم سجزی سیستانی مخترعخط معقلی
ابراهیم سجزی از دانشمندان بنام ایران در سدهٔ نخست هجری قمری است. وی در سال ۶۰ ه‍.ق در خط «مسند» ابتکاری نشان داد و پانزده حرف از حروف اوستایی را به جای حروفی که در خط کوفی بود، به کار برد و برای آن قاعده و اصل ترتیب داد و به این صورت خط معقلی به وجود آمد که به مراتب از خط «مسند» نخستین سهل‌تر و فراگرفتن و خواندن و نوشتن آن آسان‌تر می‌نمود. بنابراین ابراهیم سجزی سیستانی مخترع خط اساسی عرب به‌شمار می‌رود.

### یوسف سجزی سیستانی مخترعخط جلیلی
یوسف برادر ابراهیم سجزی است که او نیز از دانشمندان معروف سیستان در اوایل اسلام بود وی از خط معقلی دو خط دیگر به نام جلیلی و ثلفثین اختراع نمود که به نوشتهٔ ابن ندیم قلم جلیلی پدر تمام اقلام و خطوط اسلامی است که هرکس توانایی نوشتن آن را ندارد. وی علاوه بر دو قلم مذکور، دو قلم دیگر نیز از خط معقلی استخراج کرد و یکی را دیباج و دیگر را سجلات نام نهاد.

### ابوحاتم سجستانی
نام او سهل بن محمّد بن عثمان بن یزید سجستانی، از بزرگان علم و ادب و فقه و حدیث و لغت و از شاگردان ابوزید بلخی و ابی‌عبیده و اصمعی و اخفش بوده است. ابن ندیم در کتاب «الفهرست» از قول ابوالعباس مبرد دربارهٔ او آورده است: «ابوحاتم از ابی‌زید و ابی‌عبیده و اصمعی زیاد روایت می‌کرد و عالم در لغت و شعر بود. وی در لغت، کتب متعددی تألیف کرده، شعر می‌گفت، در روایت صداقت داشت و ابوبکر بن درید در علم لغت به او اعتماد داشت.
از شاگردان برجستهٔ ابوحاتم می‌توان به دانشمند و مورخ بزرگ «محمّد بن جریر طبری» اشاره کرد که علم حدیث را نزد استاد خود ابوحاتم سجستانی فرا گرفته است.

### فرخی سیستانی
ابوالحسن علی بن جولوغ سیستانی معروف به فَرُّخی سیستانی از شاعران نامدار پارسی‌گوی سدهٔ پنجم قمری است که در سبک خراسانی می‌سرود. او علاوه بر تسلط بر شعر و ادب در موسیقی نیز مهارت داشت. فرخی را پدر قصیدهٔ فارسی عنوان داده‌اند. پدر فرخی از ملازمان امیر خلف بانو آخرین امیر صفاری بود. وی در مصرع «من قیاس از سیستان آرم که آن شهر من است» به سیستانی بودنش تصریح کرده است.

### ابوسعید سجزی (منجم و ریاضی‌دان)
ابوسعید سجزی، دانشمند ایرانی، موفق شد سال‌ها پیش از گالیله به این مطلب پی ببرد که زمین به دور خورشید می‌گردد. وی بزرگ‌ترین ریاضیدان زمان خود بود که ابوریحان بیرونی مطالبی را در تمجید علم و دانش و نبوغ او بیان کرده است.

### یعقوب لیث صفاری
پادشاه ایران در زمان صفاریان بود. کسی که موفق به شکست اعراب عباسی شد و زبان فارسی را جان دوباره بخشید.
در آغاز خلافت عباسیان، سیستان از این جهت نیز شهرت پیدا کرد که پادشاهان صفاریان از آنجا برخاستند و در نیمه دوم قرن سوم بر قسمت عمده جنوب و خاور ایران استیلا یافته و رایت استقلال برافراشتند.

### حریز بن عبدالله سجستانی
حریز اولین فقیه شیعی در اسلام است که شیخ طوسی در رجال او را در ردیف مصنفان بزرگ شیعه به‌شمار آورده است. پدرش قاضی سجستان بود.
ابوحبان بُستی
اولین مدرسه و اولین کتابخانهٔ جهان اسلام را، در بُست سیستان ساخته است و اولین مشاهره را در تاریخ اسلام، به دانشجویان پرداخته است.
ابوسلیمان بُستی
وی حاکم نیشابور بوده است و صاحب تالیفات فراوانی در حدیث داشته است وی در سال ۳۸۸ق در بُست سیستان درگذشت.
اُسینا (حسینا)
از شاعران شوریده و گمنام سیستانی بوده است که از شعرای دورهٔ صفویه بوده است و از حسینا در سیستان جز تک مصرع‌ها یا تک بیتی‌هایی باقی مانده است و همچنین وی از قبیلهٔ گرگ است و عبارت (اُسینا رَ گرَفتَ بادُ بارِش) که مصرع شعری از این شاعر است، برای بیان حال کسی به کار می‌رود که به کار خود درمانده باشد.

## اکوسیستم

### دریاچهٔ هامون
دریاچه و تالاب بین‌المللی هامون (نام‌های قدیمی: دریاچهٔ سیستان، دریاچهٔ زَرَنگ) سومین دریاچه بزرگ ایران پس از دریاچه خزر و دریاچه ارومیه، هفتمین تالاب بین‌المللی جهان و یکی از ذخیره‌گاه‌های زیست‌کره در ایران است. دریاچه و تالاب هامون در منطقه سیستان و در استان سیستان و بلوچستان واقع شده‌اند. این دریاچه از سه دریاچه کوچک به نام‌های هامون پوزک، هامون صابری و هامون هلمند (هیرمند) تشکیل شده و هامون گود زره هم کمی دورتر از این سه قرار گرفته است. این دریاچه‌ها در زمان فراوانی آب به هم می‌پیوندند و دریاچهٔ مشترک هامون، میان افغانستان و ایران را تشکیل می‌دهند.
رودخانهٔ هیرمند شریان اصلی ورود به هامون است و رودخانه‌های خاش رود، فراه، هاروت رود، شوررود، حسین‌آباد و نهبندان نیز به هامون می‌ریزند. این دریاچه پس از معاهدات سیاسی مختلف بین ایران و افغانستان بخش وسیعی از این دریاچه که در ایران قرار داشته کاملاً خشک شده است. این روند خشکی تالاب هامون باعث نابودی بخش وسیعی از زیست‌محیط شرق ایران نیز شده است.
وسعت دریاچهٔ هامون در زمان پرآبی ۵٬۶۶۰ کیلومتر مربع است که از این مقدار ۳٬۸۲۰ کیلومتر مربع متعلق به ایران و بقیه متعلق به افغانستان است. با این اوصاف، دریاچهٔ هامون وابسته به رودخانهٔ هیرمند است و این وابستگی باعث شده تا هرگونه نوسانات در میزان آب آن، مشکلاتی را برای همهٔ سامانه به وجود آورد.
تالاب هامون در چهارمین کنگرهٔ جهانی ذخیره‌گاه‌های زیست‌کره که روزهای پایانی سال ۱۳۹۴ در لیما پایتخت پرو برگزار شد، توسط یونسکو به‌عنوان ذخیره‌گاه زیست‌کره ثبت شد و بدین ترتیب تعداد ذخیره‌گاه‌های زیست‌کره در ایران به ۱۲ مورد افزایش یافت.

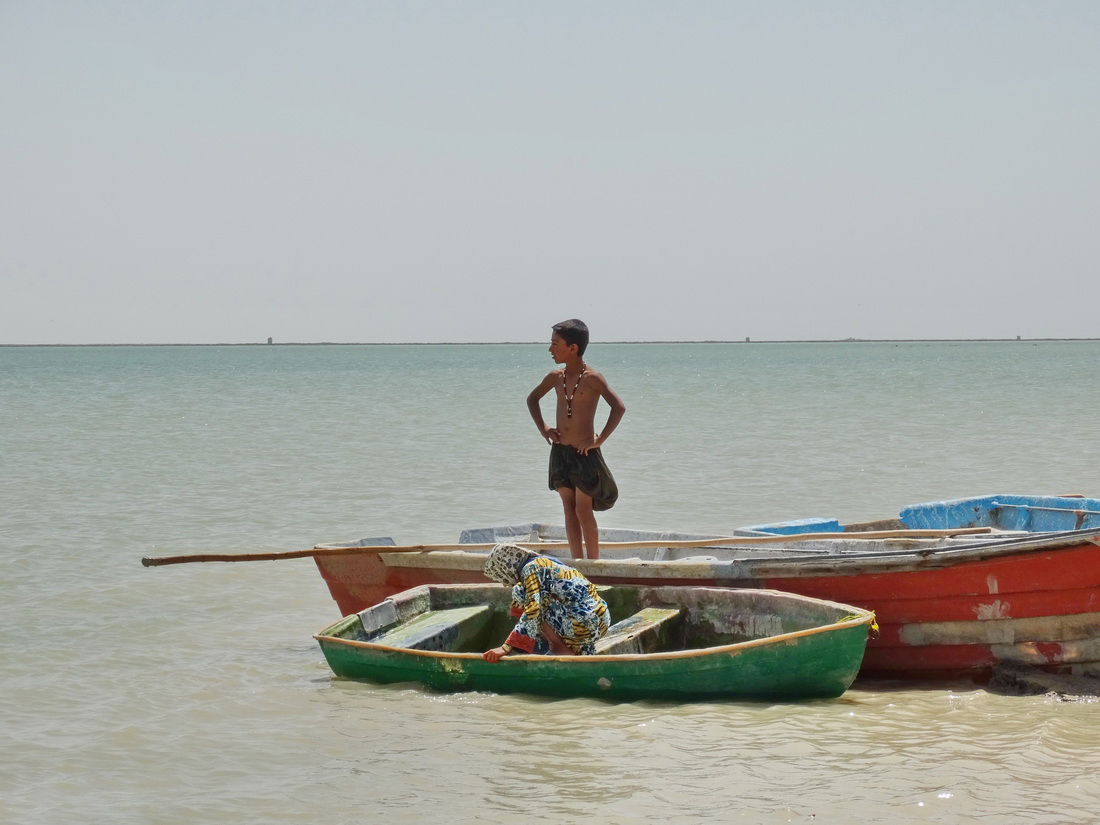
دریاچه هامون پوزک خرداد ۹۳
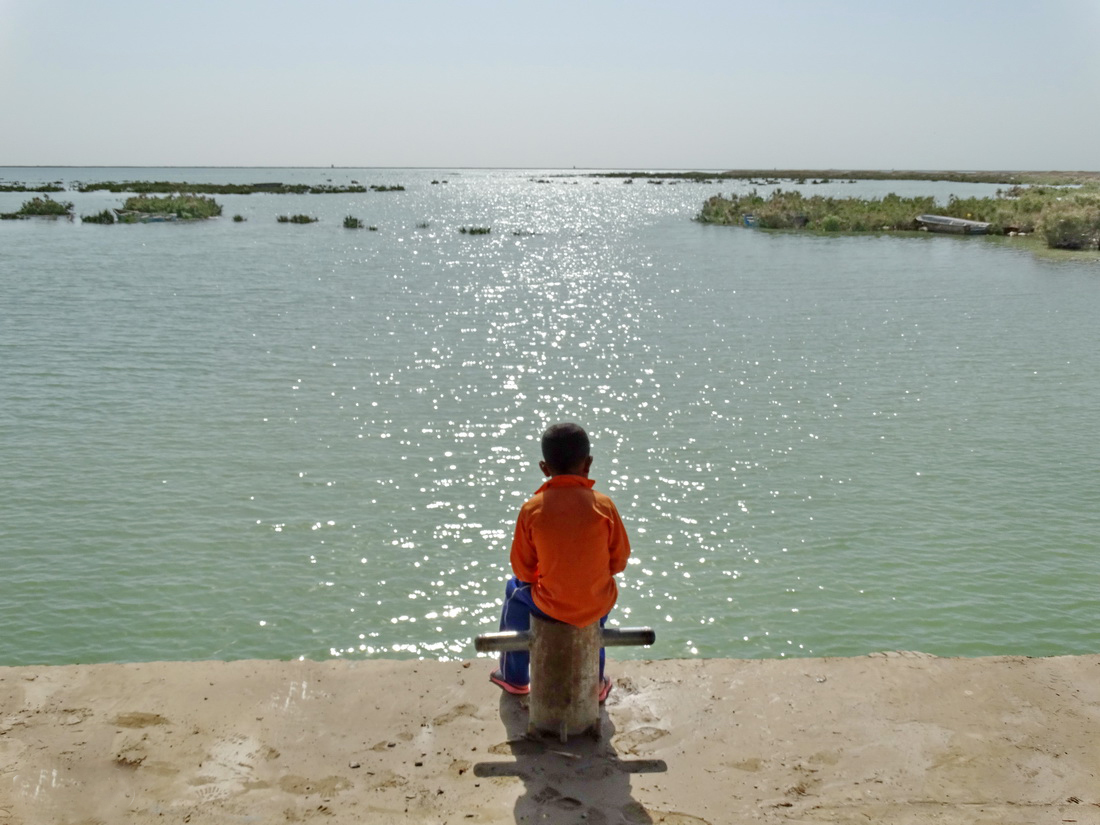
هامون پوزک خرداد ۹۳
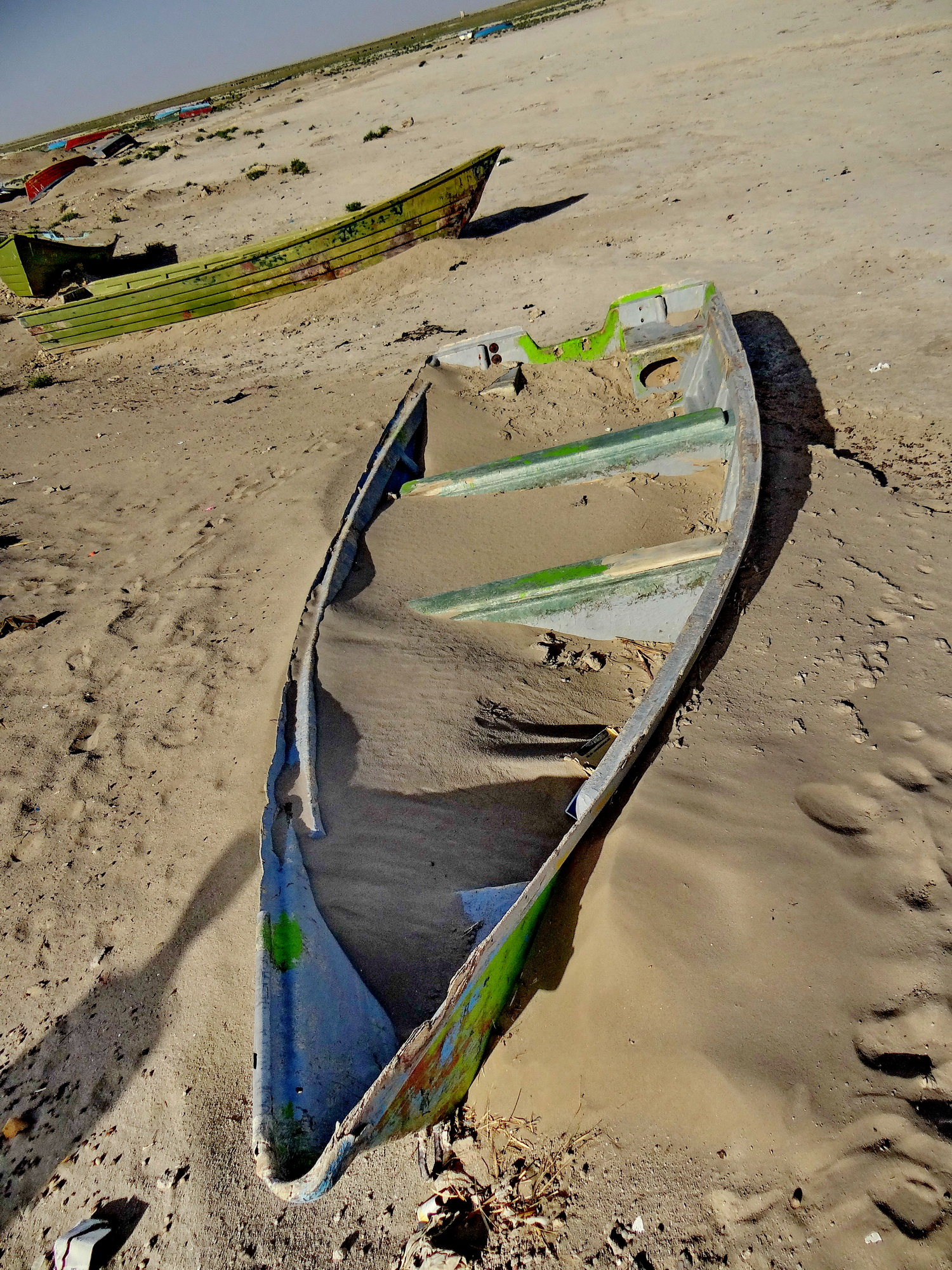
بستر خشکیده دریاچه هامون
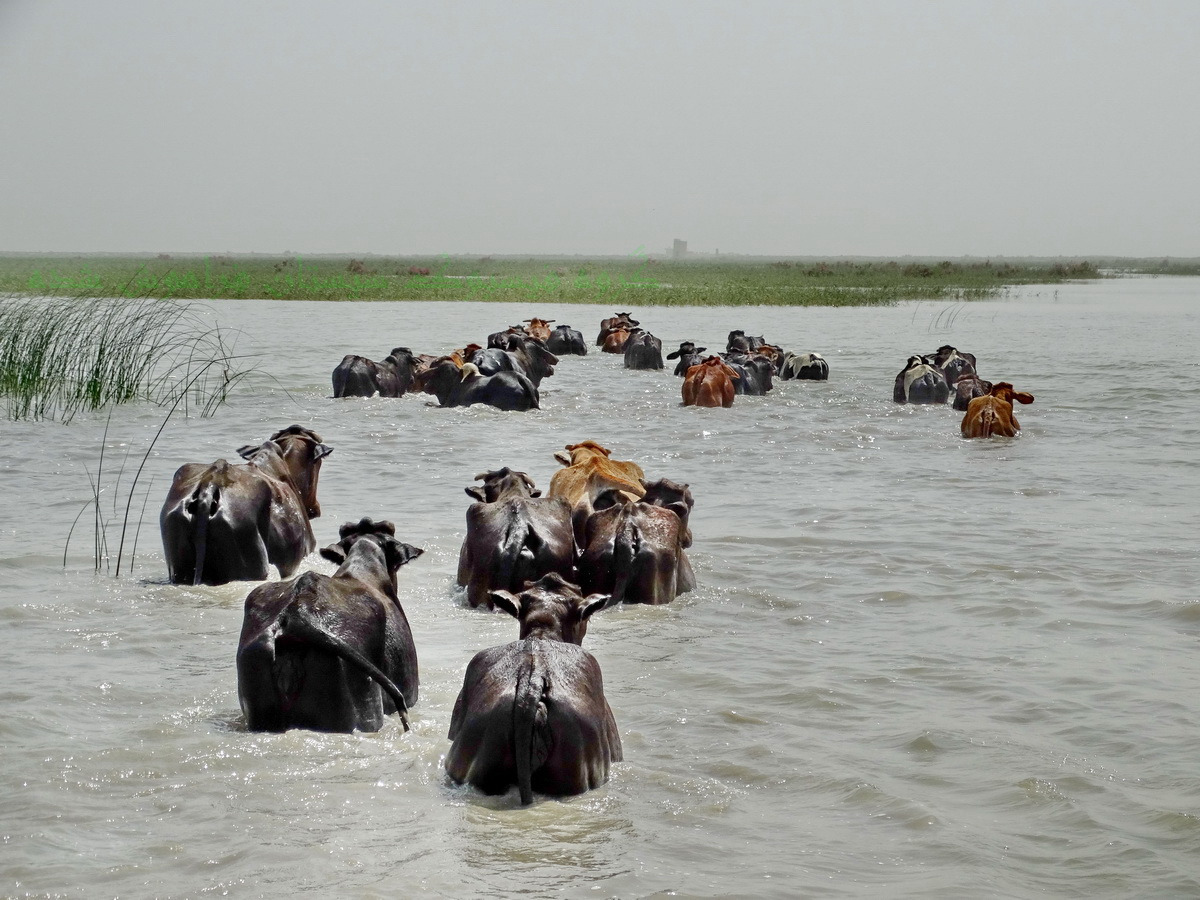
پرآبی در هامون پوزک

### آب‌ها
آب بیش از ۳۰۰ روستای سیستان از گودال‌هایی طبیعی که از آب رود هیرمند تغذیه می‌شوند، تأمین می‌شود که در سال‌های اخیر به دلیل اختصاص نیافتن حق‌آبهٔ ایران از سوی کشور افغانستان، میزان آب این گودال‌ها که به «چاهِ نیمه» مشهورند، بسیار کاهش یافته و حتی برخی از این گودال‌ها کاملاً خشکیده‌اند و بیش از نیم‌میلیون تن از ساکنان سیستان در خطر بی‌آبی اند.

### زمین‌شناسی
سیستان از منظر زمین‌شناسی یک دشت آبرفتی هموار و نسبتاً مسطح از رسوبات رودخانه‌ای است. کف رسوبات از سنگ‌های کرتاسه و کنگلومرای اواخر دوره ترشیاری شکل گرفته است.
بر روی گدازه‌های مارن قرمز دوره ترشیاری، برجستگی بازالتی سیستان به نام کوه خواجه مشاهده می‌شود. چاه‌نیمه‌های سیستان هم حاصل فعالیت دوره کواترنری است. جلگه سیستان از غرب به رشته کوه‌هایی محدود می‌شود که از فلیش‌های کرتاسه و رسوبات تبخیری و آهک‌های الیگوسن و سازنده پلیوسن تشکیل شده و در ضلع جنوبی رشته کوه‌های فوق، سنگ‌های متامورفیک مشاهده می‌شود.

## آثار تاریخی و گردشگری
از نظر دکتر ریچارد فرای سیستان بهشت باستانشناسان است، زیرا آثار تاریخی بسیاری از تمام دوره‌های پیشین در این سرزمین موجود و دست نخورده باقی مانده است.

### رام شهرستان
«رام شهرستان» یا «ابرشهریار»، سرزمین اولیه سیستان، در محدوده‌ای میان کرمان و سیستان امروزی قرار داشت که به علت تغییر مسیر رود هیرمند و تبدیل این منطقه به بیابان، مردم مجبور به ترک این شهرستان و تأسیس زرنگ شدند. با وجود مدفون شدن رام شهرستان در زیر شن‌های کویر، تا قرن چهارم برخی از ابنیه و خانه‌های آن پابرجا بوده است.
هرتسفلد نیز آثاری از خرابه‌های آن به دست آورد که مهم‌ترین آن سه آتشکده است.

### تپه دهان غلامان
در ۴۴ کیلومتری شهر زابل و ۴ کیلومتری قلعه نو واقع است. تپه‌ای مصنوعی میان کوه خواجه، شهر سوخته، قلعه تپه، بی بی دوست و قلعه سام است. شهر نسبتاً وسیعی است. آثار یک معبد در شمال غرب دامنه آن کشف گردیده که مربوط به دوران هخامنشی است.

### نه یا نیه
نه (نیه) آن را از بناهای ارشیر بابکان گفته‌اند. به فاصله کمی در باختر دریاچه زره در مرز قهستان و لب کویر بزرگ است.

### قرنین
در حاشیه کویر در شمال باختری خواش و یک منزلی فراه است که آثاری از آخور رخش، اسب مشهور رستم، در آن دیده می‌شود.

### زمین داور
دره پهناوری است که وقتی رود هیرمند از جبال هندوکش به طرف بست فرود می‌آید، در آن جاری می‌شود و مجاور سرزمین‌های رخج، بست و غور واقع شده است (سیستان افغانستان). در اخبار فتوحات اولیه مسلمین ذکر شده که حوالی آن قلعه کوهی موسوم به جبل الزور است. وجه تسمیه آن نیز این است که در آن کوه بتی بزرگ به نام زور یا زون وجود داشته که به غنیمت فاتحان درآمد. این بت متشکل از طلای خالص و چشمانی از یاقوت بوده است.

### شهر سوخته
در شصت کیلومتری جنوب زابل کنار جاده زابل به زاهدان و در شش کیلومتری قلعه رستم است. تپه‌هایی است که بیش از ۵۰ متر ارتفاع ندارد. وسعت آن دو کیلومتر و نیم متر مربع است و از مهم‌ترین مراکز شهرنشینی و تمدنی آسیا در عصر مفرغ بوده است. قدمت این تمدن را به ۳۵۰۰ تا ۴۰۰۰ سال ق. م تخمین می‌زنند.

### آتشکدهٔ کرکویه

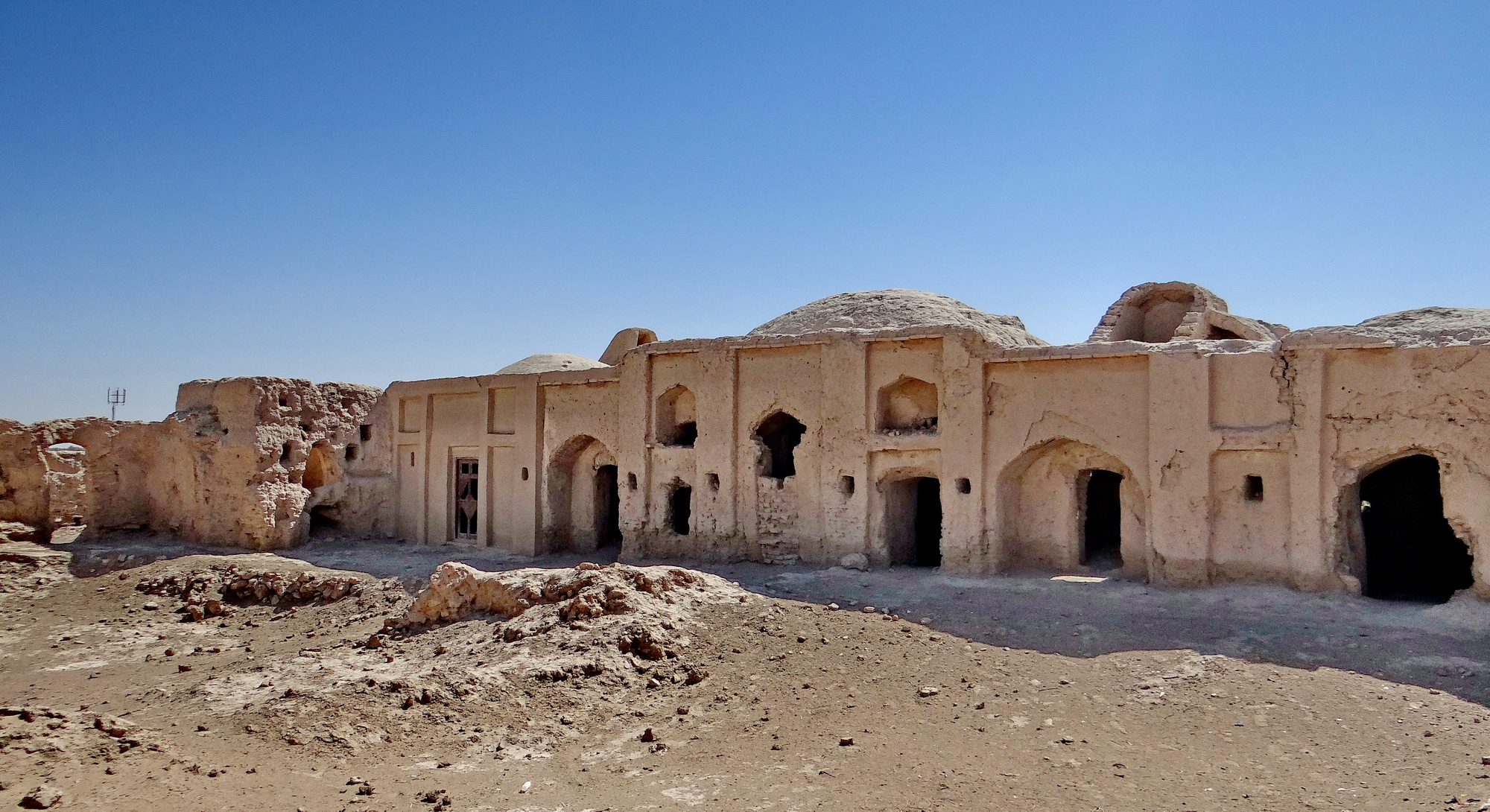
آنچه از بنای آتشکدهٔ کرکویه در سیستان باقی مانده.

آتشکدهٔ کرکویه که با نام آتشکدهٔ کرکوشاه نیز شناخته می‌شود، در شهرستان هیرمند و در روستایی با همین نام قرار دارد.
کرکوشاه یا کرکویه برجامانده‌های یک آتشکده مربوط به دوران ساسانی است که شامل یک دیوار خشتی-چینه‌ای از یک برج دفاعی شهر باستانی است. این آثار شامل تعدادی از بناهای بزرگ و کوچک است. این بخش دارای تالاری به درازای ۱۱ متر و پهنای ۸٫۵ متر است. براساس توصیفات مورخان دوران اسلامی، این اثر تاریخی دارای دو قبهٔ بزرگ و بر هر قبه شاخی چون شاخ گاوی بزرگ ساخته بودند و آتشگاه در زیر آن دو قبه قرار داشت.
از دیگر مشخصه‌های معماری آن آجرهای بزرگ دوره ساسانی است. خانه‌های پیرامون آن مربوط به دورهٔ قاجاریان است و زیباترین آن‌ها اتاق گچبری می‌باشد.
دیرینگی آتشکدهٔ کرکویه را به زمان کیخسرو نسبت داده‌اند و بنا بر روایات کرکویه تا سدهٔ هفتم هجری آباد بوده است. کرکویه توسط نویسندگان دوران اسلامی توصیف شده است. از آن میان، استخری کرکویه را نخستین راهی می‌داند که سیستان را به هرات پیوند می‌هد و بر پایهٔ گفتهٔ وی، کرکویه در سه فرسنگی زرنج یا زرنگ (سیستان) واقع شده است.
یاقوت حموی نیز در مورد آتشکدهٔ کرکویه نوشته: شهری از سیستان بوده و آتشکده‌ای که نزد زرتشتیان محترم شمرده می‌شد در آنجا قرار داشت. این آتشکده تا سدهٔ ۷ هجری که قزوینی آن را وصف کرده است بسیار خرم و زیبا بوده است.
این بنا از آتشکده‌های مهم ایران بوده و موبدان آن نیز جایگاه ویژه‌ای را دارا بودند. به گونه‌ای که در تاریخ آمده فردوسی جهت نگارش شاهنامه و تحقیقات خود نزد موبد این آتشکده آمده است.

### آسیاب بادی سیستان
آسیاب‌های بادی یکی از قدیمی‌ترین تکنولوژی‌های جهان هستند و طبق نظر بسیاری، خاستگاه آن‌ها سیستان است.این سازه‌های تاریخی بعدها به دیگر نقاط جهان راه یافتند و با شکل‌های متفاوتی به حیات خود ادامه دادند.
یکی از مهم‌ترین آسیاب‌های بادی سیستان، آسیاب بادی مچی است که در نزدیکی تعدادی از مهم‌ترین جاهای دیدنی سیستان، نظیر قلعه رستم و قلعه مچی قرار دارد. هرچند از قدمت آن اطلاعات دقیقی در دست نیست؛ معماری آن بی‌گمان نشان از عمر بسیارش دارد.

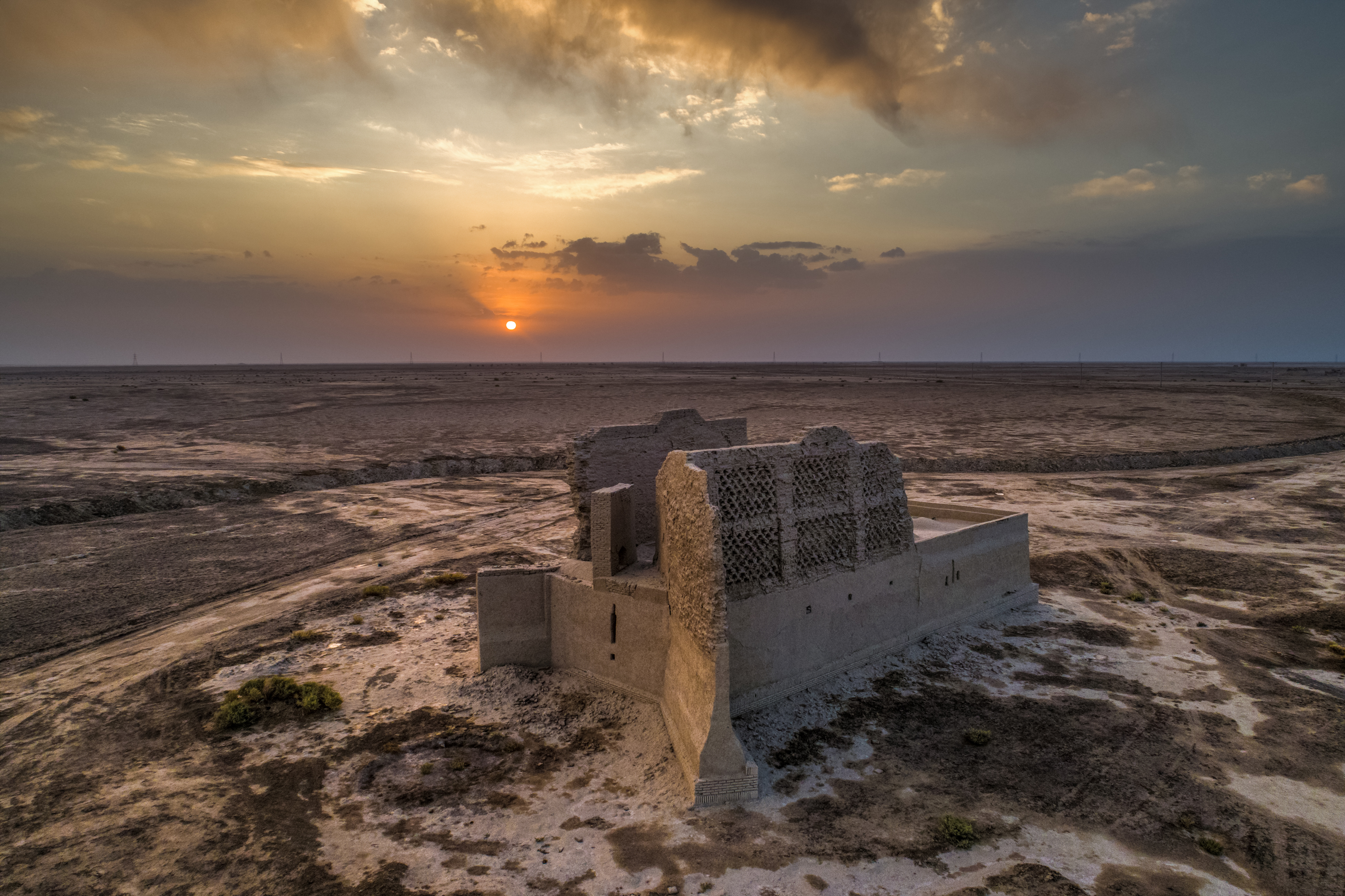
آسیاب بادی سیستان

### کوه خواجه (کوه اوشیدا)
کوه خواجه بزرگ‌ترین معماری خشتی باقی مانده از دوره پارت‌ها است که آثار تاریخی بسیاری از زمان ساسانیان و اشکانیان در دل این کوه جای دارد و دارای ظاهری ذوزنقه‌ای شکل و متشکل از گدازه‌های بازالیتی سیاه رنگ که به مرور زمان در مجاورت دریاچه هامون تشکیل شده است.
ارتفاع این کوه به‌طور تقریبی ۶۰۹ متر از سطح دریا است که علاوه بر زیبایی بصری و طبیعی، بسیاری از آثار تاریخی و بناهای کهن از ادوار گذشته را در خود جای داده. از جمله مهم‌ترین آثاری که در کوه خواجه قرار گرفته می‌توان به یکی از مهم‌ترین سایت‌های باستانی سلسله اشکانیان اشاره کرد که به تخت جمشید خشتی معروف است، اما متأسفانه به دلیل عوامل طبیعی و رفت‌وآمدهای انسانی بسیاری که در طول زمان از این کوه شده بخشی از آن فرسوده و تخریب شده است. همچنان می‌توان به نوع معماری این قلعه دست یافت. این کوه نام خود را از آرامگاه خواجه مهدی گرفته است. وی یکی از دوستداران خاندان علوی بود و مزارش بر فراز این کوه واقع شده است. خواجه غلطان، کوه نور، کوه موعود، کوه اوشیدا و کوه باطنی از دیگر اسامی هستند که این کوه به آن‌ها نامیده شده است.

#### کوه خواجه در ادیان
کوه خواجه و دریاچه هامون در باورهای سه دین زرتشت، مسیحیت و مسلمانان مقدس است. این منطقه تاکنون از سوی تعداد بسیاری از پژوهشگران مورد بررسی و کاوش قرار گرفته است و همه روی معماری اشکانی و ساسانی بناها توافق دارند.

### کوشک یا کچک چهل دختران
کوشک چهل کنجه یا چهل دختران مشرف براین دره و در قسمت شرق آن بر روی نوک قله کوه بصورت دیواره و ارگ قرار دارد.
این بنا قبل از دوران اسلامی، مورد استفاده ساکنین محل بوده و بعنوان دژ نگهبانی و دیدبانی از آن استفاده می‌شد و تا قرون اولیه اسلامی نیز همچنان مورد استفاده بوده و پس از آن متروک شده است.
با توجه به نوع تکنیک‌های مورد استفاده در ساخت بنا و نحوه استفاده از مصالح در ساخت عناصر آن زمان بنای آن به دوره ساسانیان بازمی‌گردد.

### قلعه دختر
این بنا به نام کوک کهزاد و تخت رستم است و احتمالاً آتشگاه بوده است. تاریخ ساختمان این آتشکده را حدود قرن اول میلادی می‌دانند. ویرانه‌های اطراف آن را هم به دوران اشکانی و ساسانی نسبت می‌دهند.

### کرچک چل گنجه
قلعه‌ای ساخته شده از گل است که در جنوب کوه خواجه قرار دارد و از نوع قلعه‌های دختر است که پرستشگاه ناهید (آناهیتا) بوده است.

### سدها و آسیاب‌های بادی باستانی
به علت اینکه خاک اطراف رودخانه سیستان بسیار نرم و اغلب ماسه است، رودخانه به سرعت تغییر مسیر می‌دهد و در اغلب نقاط که بستر رودخانه عمیق می‌گردد آب نسبت به اراضی مزروعی گود افتاده و بدون بند یا سد استفاده از آن مقدور نیست. به همین دلیل در سنوات قدیم ایرانی‌ها در مسیر هیرمند سدی از سنگ ساخته بودند که به نام سد گرشاسبی معروف بوده است (و احتمالاً منظور از این سد گرشاسبی همان سد معروف بند رستم است که به گفته سایکس به امر شاهرخ ویران شد).
اختراع نخستین آسیاب‌های بادی جهان (و استفاده بهینه از وزش بادهای مداوم در این منطقه) نیز از سیستان گزارش شده است.

## عیاران و صفاریان
عیاران طبقه‌ای از افراد سیستان بودند که اصول اخلاقی و مبارزاتیِ به خصوصی را انتخاب کرده و یاری رساندن به ضعیفان را حرفه خود ساخته بودند.

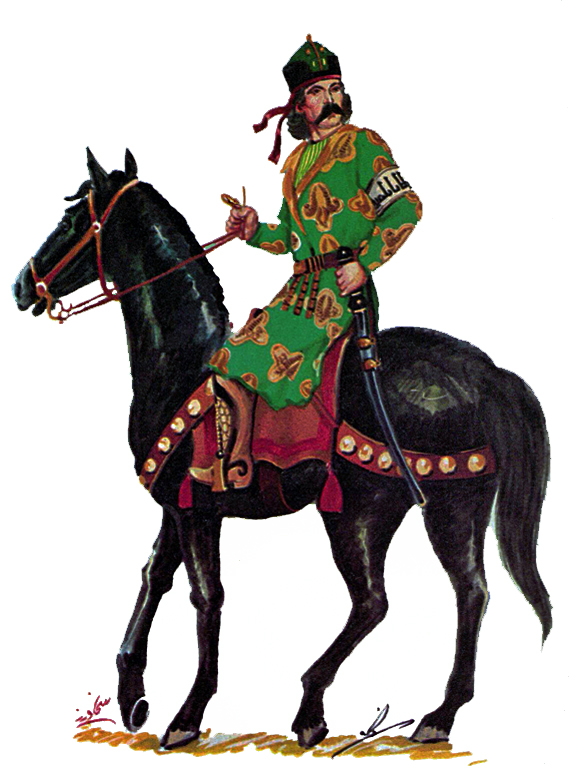
پوشش سواره‌نظام صفاری (عیار).

عیاران گروهی بودند که طرفدار جوان‌مردی و بخشش و کمک به مستضعفان بودند و کسانی را که ظالم تشخیص می‌دادند را را بدون اعتنا به قوانین حاکم مجازات می‌کردند و اموال آنان را میان افراد بخشش و تقسیم می‌کردند.
عیار به معنای زیرک، چالاک، حیله‌گر و جوانمرد آمده است. عیاری به نوعی از تربیت قدیم بوده و از اواخر قرن دوم هجری وجود داشته است. عیاران اصول و روش‌های مخصوصی در زندگانی داشته‌اند.
اغلب گروه‌های عیاران پیشوایان و رئیسانی داشتند که به قول مؤلف تاریخ سیستان آنان را (سرهنگ) می نامیدن. عیاران افراد جنگجو و شجاع و جوانمرد و ضعیف نواز بودند. عیاران سیستان در بیشتر موارد با مخالفان حکومت عباسی همدست می‌شدند و در گروه سپاهیان آنان درمی‌آمدند به‌طور مثال در قیام حمزهٔ خارجی یکی از سرهنگان عیاران به نام ابوالعریان با او همراه بود دیگر حرب بن عبیده بود که عامل خلیفه اشعث بن محمد بن اشعث را شکست داد.
یعقوب لیث صفار از همین دسته بود و به یاری عیاران سیستان سلسلهٔ صفاری را پایه گذاشتند. عیاران جوان مردی پیشه داشتند و به صفات عالی راز نگهداری و دستگیری بیچارگان و یاری درماندگان و امانت داری و وفای عهد آراسته و در چالاکی و حیله نامبردار بودند.

### تاریخچهٔ عیاران
پیشینهٔ تاریخیِ عیاران را باید در ایران قبل از اسلام جستجو کرد. چیزی که مشخص است مکتب عیاری مثل مکتب فتوّت یا جوانمردی ریشه در آیین‌های پهلوانی در ایران قبل از اسلامی دارند. مرجع اصلی در همه آیین‌های پهلوانی قهرمانان اساطیری مانند سام زال و رستم و نریمان و .. اند که همیشه در قالب داستان‌ها و افسانه‌ها اصول خود را سینه به سینه رواج می‌داده‌اند.
آیین عیاری و جوانمردی شامل مرّوت، ایثار، فداکاری، یاری مظلومان و بی پناهان، شفقت به خلق، وفای به عهد و بالاخره خودشکنی بود و همه این خصوصیّات بعدها در تصوّف به صورت صفات ممتاز انسان کامل درآمد.
عیاران به جز صفات انسانی که داشتند مقیّد به انجام آدابی بودند که معرّف جوانمردی بود.
آنچه در فرهنگ‌ها درمورد واژه عیار نوشته شده است، نشان از آن است که این واژه در برگیرنده مفهوم چالاکی و شجاعت و جوانمردی است. ملک الشعرای بهار معتقد بودند که لفظ عیار همان «ای‌یار» فارسی و «ادییار» پهلوی است.
از منابع خیلی مهمی که در مورد عیاران دانستنی‌هایی در اختیار ما می‌گذارد، «قابوسنامه امیر عنصرالمعالی و سمک عیار فرامرز بن خداداد بن عبدالله الکاتب الارجانی می‌باشد. همان‌طور در آن کتاب‌ها و بعضی کتب دیگر می‌خوانیم، عیاران به سختی به اصول خود که اصول جوانمردان بود پایبند بودند و هر فردی آن اصول را زیر پا می‌گذاشت کیفر می‌دید.
اصل و ریشه جوانمردی از نگاه عیاران سه چیز بود: هر چه گویی بکنی و خلاف راستی نگویی و شکیب را کار بندی.
اصول عملی که در طی زندگی خود به کار می‌گرفتند، عبارت بود از رازداری، راستگویی، یاریِ درماندگان، عفت، فداکاری، استغنا و بی‌نیازی، دوستِ دوست بودن و دشمنِ دشمن بودن، بی‌باکی و دلیری، دعوی نکردن، بازجست نکردن از کار کسان، پیمان‌داری، سوگند نشکستن، غمازی نکردن، گشاده‌دستی.
روزگار صفاریان، یعقوب لیث صفاری که خود پیش رسیدن به حکومت ایران عیار بود، درخشش فعالیت عیاران بوده است.
نجم دایه در مرصاد العباد، عیاری را یکی از مراحل سیر و سلوک شمرده است و حافظ و مولانا و عطار خصایل عیاران را ستوده‌اند.

### صفاریان
در دوره حکومت بنی امیه و در پی ظلم و ستم‌های آن‌ها، دسته‌های مختلفی در سیستان به وجود آمدند تا علیه ظلم ایستادگی کنند. یکی از این گروه‌ها عیاران سیستان بودند. عیاران سیستان کمک‌کار فقرا بودند و از آن‌ها در برابر زورگویان حمایت می‌کردند. همین خوی انسان‌مدارانه، آن‌ها را در سیستان که زادگاه نریمان، سام ،زال و رستم اساطیری است، محبوب گردانده بود..

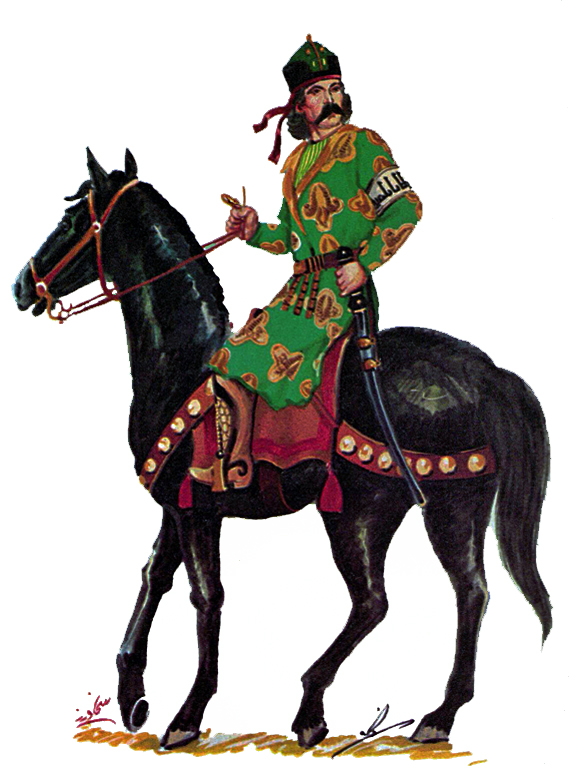
پوشش سواره‌نظام صفاری.

اولین امیر صفاری یعقوب لیث بود. او مؤسس و پایه‌گذار سلسله صفاریان شناخته می‌شود.

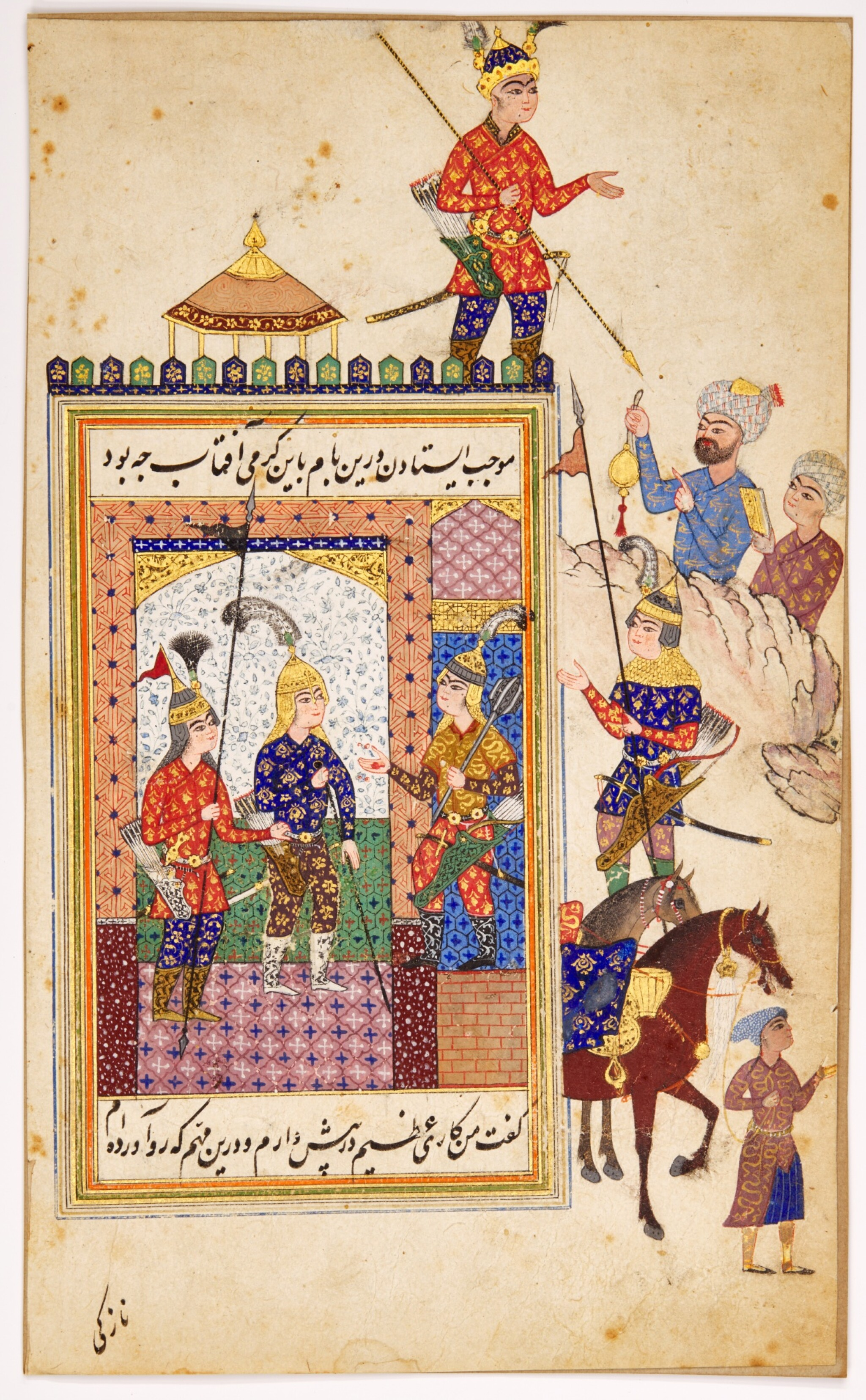
یعقوب بن لیث با زره کامل بر پشت بام ایستاده، برگه ای از نسخه خطی اخلاق محسنی حسین کاشفی. ساخته شده در شیراز، ایران صفوی، قرن شانزدهم

صالح بن نصر از عیاران سیستان بود که علیه خلیفه عباسی شورش کرد و با همراهی و همکاری یعقوب لیث صفاری شهر بست را تصرف کرد. صالح و یعقوب لیث با همکاری هم، حاکم طاهری سیستان را بیرون کردند و سیستان را به تصرف خود درآوردند. بعد از آن بین صالح و یعقوب لیث اختلاف افتاد، صالح گریخت و درهم بن نصر برادر صالح، قدرت را به دست گرفت. در سال ۲۴۷ هجری قمری یعقوب با کنار زدن درهم، به امارت سیستان رسید. از مهم‌ترین اقدامات یعقوب لیث صفاری، سرکوب عمار خارجی، تصرف کرمان، فارس، کابل و بغداد است. یعقوب لیث صفاری در سال ۲۵۶ هجری قمری به نیشابور حمله کرد و با تصرف آنجا، عمر دودمان طاهری را پایان داد. او سپس به طبرستان لشکرکشی کرد و آنجا را تصرف کرد؛ اما با بازگشت یعقوب از طبرستان، داعی کبیر دوباره طبرستان را فتح کرد و بر آن مسلط شد.

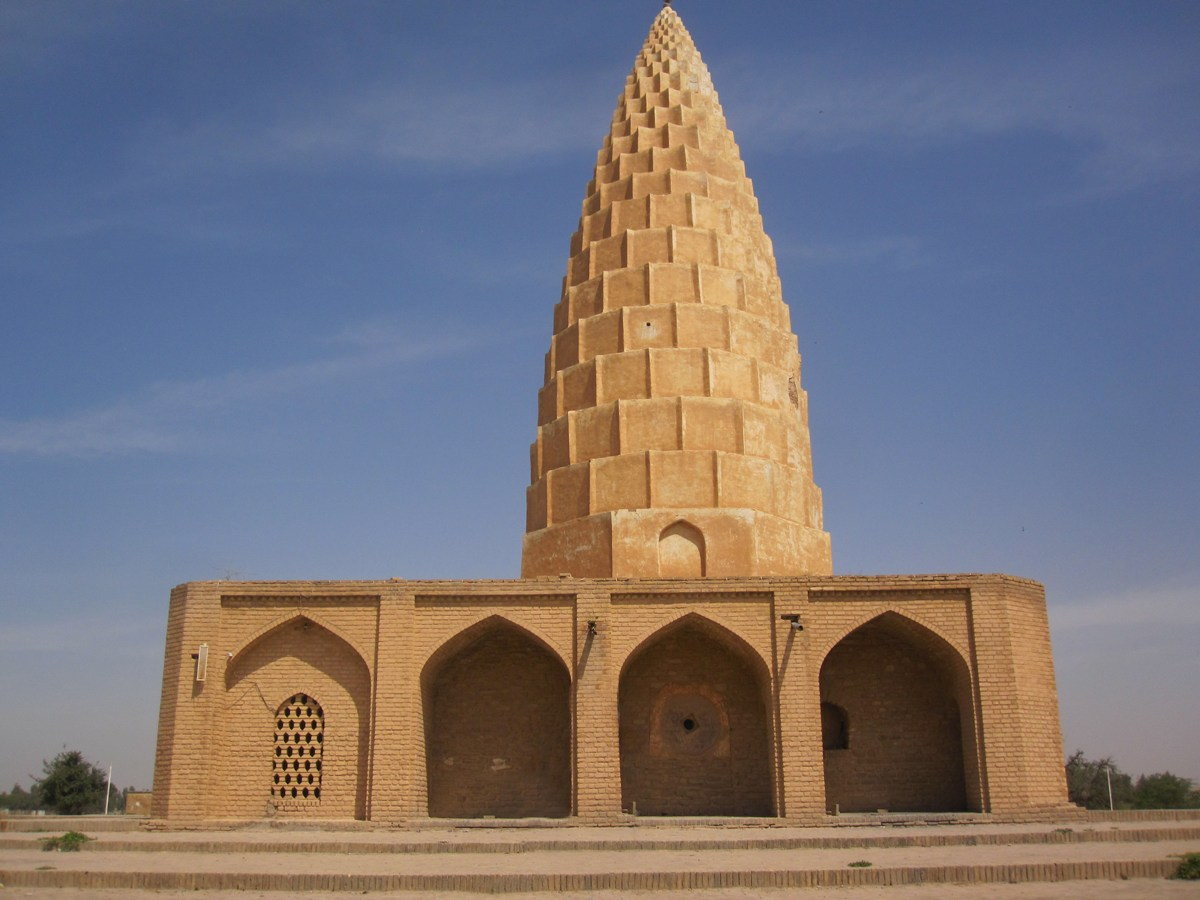
آرامگاه یعقوب لیث صفاری (بنیان‌گذار صفاریان) در روستای شاه آباد دزفول

یعقوب لیث صفاری در دوران حاکمیت خود، موفق شد عبدالرحمن خارجی را شکست داده و او را از پای درآورد. مهم‌ترین اقدام یعقوب لیث صفاری حمله به بغداد و شورش علیه خلیفه عباسی بود:یعقوب به نبرد با سپاهیان خلیفه رفت؛ اما در «دیرالعاقول» از لشکر خلیفه عباسی شکست خورد و ناگزیر به خوزستان بازگشت. خلیفه یعقوب را بخشید و فرستاده نزد او روانه کرد و از او خواست به خراسان بازگردد؛ اما یعقوب نپذیرفت و با نشان دادن طبقی از تره و ماهی و پیاز به فرستاده خلیفه به او گفت:
به خلیفه بگو من رویگرزاده هستم و غذایم این است و امیری و مال را از طریق عیاری و شیرمردی به دست آورده‌ام. نه میراث به من رسیده و نه تو آن به من عطا کرده‌ای. پس تا تو و خاندان تو را بیرون نکنم، از پای نمی‌نشینم یا به هدفم می‌رسم یا بر سفره ساده خود بازمی‌گردم.
یعقوب لیث صفاری برای انتقام شکست دیرالعاقول از خلیفه عباسی، در خزانه خود بگشود و لشکر را فراخواند تا حمله به بغداد را از سر گیرند. او فرستاده خلیفه را با پیغام جنگ به بغداد باز فرستاد و خود با لشکریانش از خوزستان روانه پایتخت خلافت شد. یعقوب لیث پس از طی مسیر طولانی به درد قولنج دچار شد. او دانست که درد او را رها نمی‌کند؛ پس برادرش عمرولیث را به جانشینی خود برگزید. یعقوب فرصت انتقام از خلیفه را نیافت و به دیار باقی شتافت.
مهم‌ترین اقدام یعقوب لیث صفاری شورش علیه خلافت و حمله به بغداد بود که با شکست مواجهه شد.

### فرمانروایان صفاری
1. یعقوب بن لیث صفاری
2. عمرو بن لیث صفاری
3. علی بن لیث صفاری
4. طاهر بن محمد بن لیث صفاری
5. خلف بن احمد

### فرهنگ و زبان صفاریان
بعد از اینکه ایران به‌وسیله اعراب، تصرف شد، زبان عربی به‌عنوان زبان رسمی و دیوانی اعراب شناخته شد. صفاریان حکومت شرق ایران را به دست گرفتند و یعقوب که شخصی استقلال طلب و وطن‌دوست بود، به مخالفت با زبان و فرهنگ عربی برخاست.
صفاریان زبان فارسی را گسترش دادند و آن را در قلمرو خود، احیا کردند
منابع به قصیده‌ای اشاره دارند که توسط یکی از شاعران به زبان عربی در محضر یعقوب لیث سروده و قرائت شد و یعقوب شاعر را مورد سرزنش قرار داد که به زبان فارسی برای او شعر بسراید. محمد بن وصیف که اداره دیوان یعقوب را به عهده داشت، قصیده‌ای به فارسی در مدح او سرود که این قصیده آغاز سرودن شعر درباری بود. اقدام یعقوب لیث، محرکی برای سرودن شعر فارسی به‌صورت گسترده شد؛ ازاین‌رو عصر او را با عنوان رستاخیز ادبی در ایران نامیده‌اند.

### دستاوردهای صفاریان
تاریخ صفاریان، جان‌بخشی دوباره به فرهنگ و زبان ایرانی بود. یعقوب لیث بر احیای سنت‌های ایران باستان اصرار داشت. او حتی برای اولین بار پس از حملهٔ اعراب، دستور داد اشعار فارسی در دربار او سروده شوند. گفتنی است که بعد از حملهٔ اعراب، هیچ‌کس اجازه نداشت کتابی به زبان فارسی بنویسد یا شعری به زبان فارسی بسراید.
همین تلاش ستودنی یعقوب از دلایل مهمی است که امروزه فارسی به‌جامانده در سیستان و شرق ایران، پیراسته‌تر و بکرتر باشد. نقش یعقوب در احیای روح ملی ایرانیان انکارناپذیر است. در واقع، این بخش خوشایند ایرانیان در تاریخ صفاریان است.

## پوشاک

### پوشاک مردان سیستان
پوشاک مردان سیستان عمدتاً شامل دستار، سرپوش، پیراهن و شلوار است.

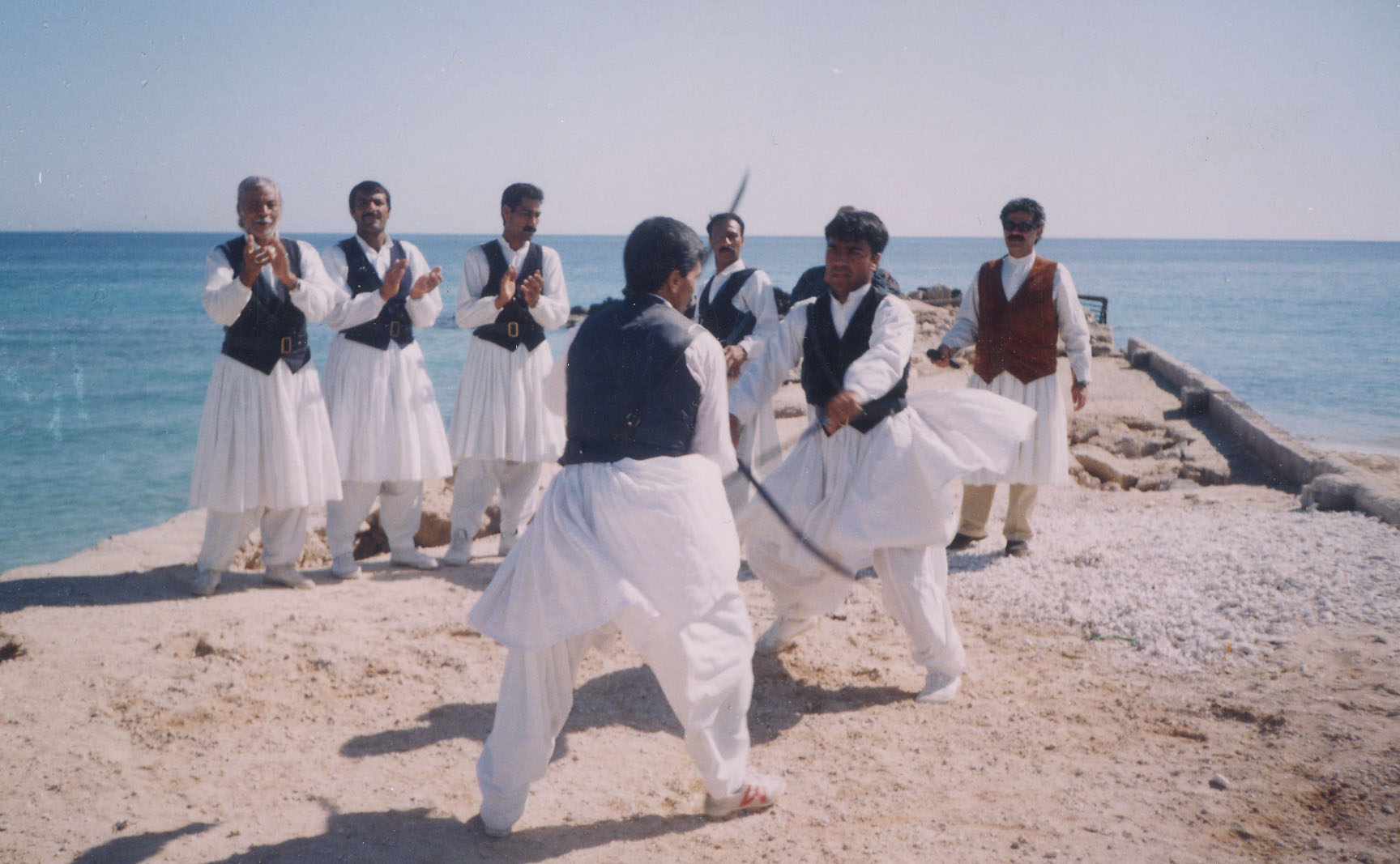
لباس سیستانی هنگام رقص با شمشیر، سیستان

### ستوه
کتی شبیه کت‌های نظامی با رنگ کرم شتری و پشمی بود، یقه انگلیسی داشت که افراد مرفه بر روی این کت کمربندی از تار طلا می‌بستند که به کمر تار طلا شهرت داشت و از کمر آن خنجری آویزان می‌کردند یا از کمربند شونه کش که به شکل مایل است بر روی کت می‌بستند. مردان سیستان از ستره پشمی که از پشم شتر بافته می‌شد، در هنگام سرما استفاده می‌کردند.

### قبا
تن‌پوش مردانه بلندی که در زمستان می‌پوشیدند، یقه آن گرد و بدون برگردان بود و معمولاً لبه بلندی داشت و با سنجاق تزئینی باز و بسته می‌شد و جلو سینه و سرآستین را برای زیبایی بیشتر یراق دوزی می‌کردند. قسمت جلو باز بود و با دکمه باز و بسته می‌شد، آستین‌های ساده و گشادی داشت و در طرفین آن در پهلوها جیبی تعبیه شده بود، معمولاً دو چاک در پهلوها و یک چاک در وسط پشت قبا گذاشته می‌شد و رنگ آن معمولاً بور و سیاه بود و قد قبا تا زانو می‌رسید. این لباس مخصوص افراد بسیار مرفه سیستان بود.

### کلاه
در سیستان از همان دوران کودکی کلاه بر سر می‌گذاشتند و آن را در زمستان و تابستان مورد استفاده قرار می‌دادند. به‌طور کلی مردان هرگز سر برهنه ظاهر نمی‌شدند و کلاهی از پشم یا کورک بر سر می‌نهادند کلاهی که مردان در خانه به هنگام استراحت می‌پوشیدند عرقچین نام داشت که از جنس پارچه نخی بود و کناره‌های آن با نخ ابریشمی دست دوزی می‌شد. مردان سیستان از چند نوع کلاه استفاده می‌کردند:
1. کلاه پشمی:این کلاه را در صحرا بر سر می‌کنند و جنس آن از پشم گوسفند است.
2. کلاه قوس:این کلاه را مردان مسن در جشن‌ها و مراسم در زیر لنگ بر سر می‌کردند.
3. کلاه پوستی:از اسم آن پیداست که پوستی بوده و از کشور پاکستان وارد می‌شود. افراد مرفه مخصوصاً دامادها آن را بر سر می‌گذارند.
4. کلاه نمدی:این کلاه میان چوپانان متداول است، جنس آن از نمد و مخصوص مناطق سردسیر است.

۵-لنگته:مردان سیستان برای پوشش سر خود از سربندی به نام لنگته استفاده می‌کنند. این سربند مشابه عمامه است اما به شکل عمامه روحانیون آن را به سر نمی پیجند بلکه یک سر آن را لای سربند و سر دیگر آن را رها می‌کنند. طول آن از ۱۰ تا ۵/۱۱ متر می‌رسد و عرض آن بین ۵/۱ متر است. جنس آن از ململ یا پارچه‌های نازک خارجی است. سربند آنها بیشتر سفید یا خاکستری است، سادات مشکی بر سر می‌کنند. سیستانی‌ها از رنگ قرمز استفاده نمی‌کنند.
۶-عرق چین:کلاه دست بافی است که معمولاً سفید بوده و آنرا زیر لنگته بر سر می‌کنند.

### پیراهن چل تریز
پیراهن گشاد و پرچینی که قد آن تا میان ساق پا می‌رسد، آستین آن از دو تکه و یک مرغک تشکیل می‌شود و مچ دار است و برای گشادی دامن آن از ترکهای راسته و گود استفاده می‌کنند. برای دوخت این لباس ۸ تا ۱۰ متر پارچه نیاز است و اغلب به رنگ سفید می‌باشد. این پیراهن از ۴۰ تکه تشکیل می‌شود، دور سجاف و سرمچ آن را با نخ سیاه، سیاه دوزی می‌کنند و روی آن کمربند شانه کش می‌بندند.

### پیراهن برچاک
پیراهنی بلند و گشاد تا پائین زانو که در قسمت پائین دامن گشادتر است با آستین بلند و گشاد و بدون سردست که دو طرف دامن، پیراهن چاکدار است و به آن برچاک می‌گویند. یقه گرد دارد که چاک گریبان آن بر روی شانه چپ به وسیله دکمه بسته می‌شود.

### شلوار
شلوار پرچینی که لیفه ای برگردان دارد، از دو ساق و یک میان ساق فراخ تشکیل شده است، شلوار به وسیله بندهای بومی که توسط خود مردم منطقه بافته می‌شود بر روی بدن استوار می‌گردد. برای دوخت آن ۶تا ۸ متر پارچه نیازمند است.

### پیراهن معمول
این پیراهن از گذشته تا کنون دستخش تغییر و تحول گشته و از گشادی شلوار آن کاسته شده است. پیراهن مردان سیستانی در گذشته راسته و گشاد و جادار دوخته می‌شد، در جلو فاقد سجاف و از سرشانه شکافی مورب تا زیر سینه داشت که به وسیله دکمه ای روی شانه بسته می‌شد. روی آن با ابریشم سفید خامه دوزی می‌شد، آستین گشاد و پرچین و مچ دار داشت و قد آن تا زیر زانو می‌رسید. جیب چهارگوش در پهلوها داشت. به مرور زمان از گشادی آستین آن کاسته شد و به شکل راسته با مچ درآمد. در جلو سجاف با یقه یا بدون یقه و قد آن تا زانو در در دو طرف پهلو دارای چاک و جیب چهارگوش می‌باشد.

### جلیقه یا باسکَت
نیم تنه ای که در اصطلاح محلی به آن باسکت می‌گویند. سابقاً جلیقه را از نمد و گاه ابریشم تهیه می‌کردند، مردم سیستان به پوشیدن باسکت علاقمند هستند. در گذشته جلیقه جلو بسته متداول بود که از سمت سرشانه جلو بسته توسط کمربند یا تسمه باز و بسته می‌شد و در حال حاضر جلو باز یقه هفت گلابی و دارای دو جیب مغزی دار در بالا پائین است. رنگ آن اغلب مشکی بود.

### جوقه
نوعی کت که به علت دوام و هزینه بسیار بالا آن را تا چند نسل به تن می‌کردند. این کت امروزه مشابه ژاکت‌هایی است که مردان مورد استفاده قرار می‌دهند و از پشم رنگ خورده بافته می‌شد.

### لنگ
پارچه‌ای است به طول ۳ متر و عرض حدود ۱/۵ متر که دور گردن و شانه آویخته می‌شود. جوانان بیشتر از لنگ‌های الوان استفاده می‌کنند و در جشن‌ها و مراسم عروسی لنگ سفید کاربرد بیشتری دارد. از لنگ علاوه بر به دوش انداختن و آویختن به دور گردن استفاده‌های دیگری همچون خشک کردن بدن و سر و صورت بعد از استحمام و وضو گرفتن، به هنگام نماز خواندن آن را بر روی سر نهاده یا به زیر پا می‌اندازند و گاه آن را به دور کمر می‌بندند و به عنوان کیسه از یک گوشه آن برای محل بذر و کاشتن در زمین زراعتی استفاده می‌کنند. به هنگام خرید و آوردن جنس به منزل از مزرعه لنگ را به عنوان دستمال به کار می‌برند.

### پتو
پارچه‌ای است پشمی که حدود ۱/۵ متر پهنا و ۲ متر طو ل دارد. آن را به دور کمر و گردن و شانه می‌اندازند و در حقیقت وسیله‌ای است گرم‌کننده که در زمستان جای لنگ را می‌گیرد. این شال را به گونه‌ای دور گردن و سر و صورت می‌پیچند که فقط چشم و بینی از میان آن نمایان است. سیستانی‌ها معمولاً شال کمر نمی‌بندند و شال سر را به کمر می‌بندند. شال را در رنگ‌های مختلف تهیه می‌کنند و به این شال در منطقه سیستان، پتو اطلاق می‌شود. این شال را از جنس نمد درست می‌کنند و علاوه بر به دوش انداختن مانند لنگ هم از آن استفاده می‌کنند.
پالتوی نمدی: دامداران و کشاورزان از بالاپوش نمدی استفاده می‌کردند که یقه آن مثلثی شکل و آستین آن بلند و قد آن تا زیر زانو یا بالای زانو می‌رسید.

### کفش
کفش‌های متعددی در سیستان وجود دارد و معمولاً از کفش‌های زیر استفاده می‌شود:
کتوک: نوع دیگری از کفش که تهیدستان آن را به پا می‌کردند. تخت آن از چوب و دارای دو حفره بود که بند از آن عبور می‌کرد و در پشت پا بسته می‌شد.
نیم بوت: کفشی است که ساق پا را می‌پوشاند و مردم غنی و ثروتمند از آن استفاده می‌کردند.
کفش چرمی: کفشی است که چرم آن از قائنات می‌آمد و مخصوص خوانین بود.

### پاپیچ
نوعی نوار پهن که طول آن ۱ متر و عرض آن ۱۵ تا ۲۵ سانتی‌متر می‌باشد. دامداران و روستاییان آن را در زمستان به دور پای خود می‌پیچند و جنس آن از پشم گوسفند است و در بعضی نقاط به آن بند می‌گویند.

### جوراب
پاپوشی است که در فصل زمستان از آن استفاده می‌کنند و دو نوع است. جوراب پشمی که از پشم گوسفند به صورت ساده یا رنگی می‌بافند. معمولاً از رنگ‌های قرمز، سیاه و سفید استفاده می‌کنند و جوراب نمدی که از نمد بافته می‌شود.

### پوشاک زنان سیستان

لباس زنان سیستانی

پوشاک زنان سیستانی همچون پوشاک مردان این خطّه ساده، بلند و گشاد است و دارای طرح‌های زیبا می‌باشد. زنان سیستانی علاوه بر لباس سنتی و روزانه خود، نوعی لباس نیز جهت اعیاد و جشن‌ها تدارک می‌بینند که در نوع هنرمندانه و زیباست. از مشخصات لباس روزمره زنان سیستانی، نوعی سوزن‌دوزی است که در حاشیه یقه و سرآستین لباس بکار می‌رود و در محل به آن سیاه‌دوزی می‌گویند.

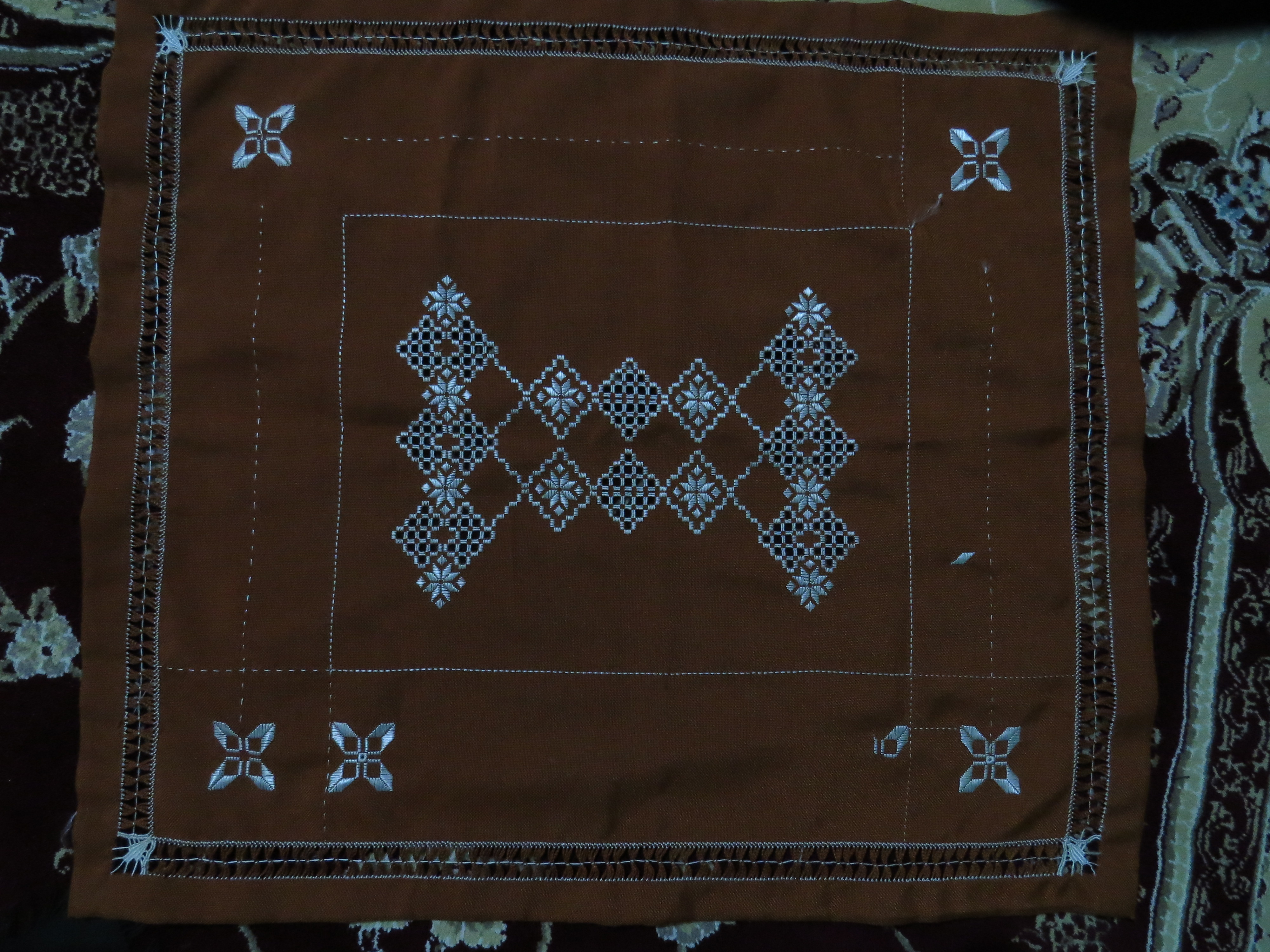
خامه‌دوزی سیستان

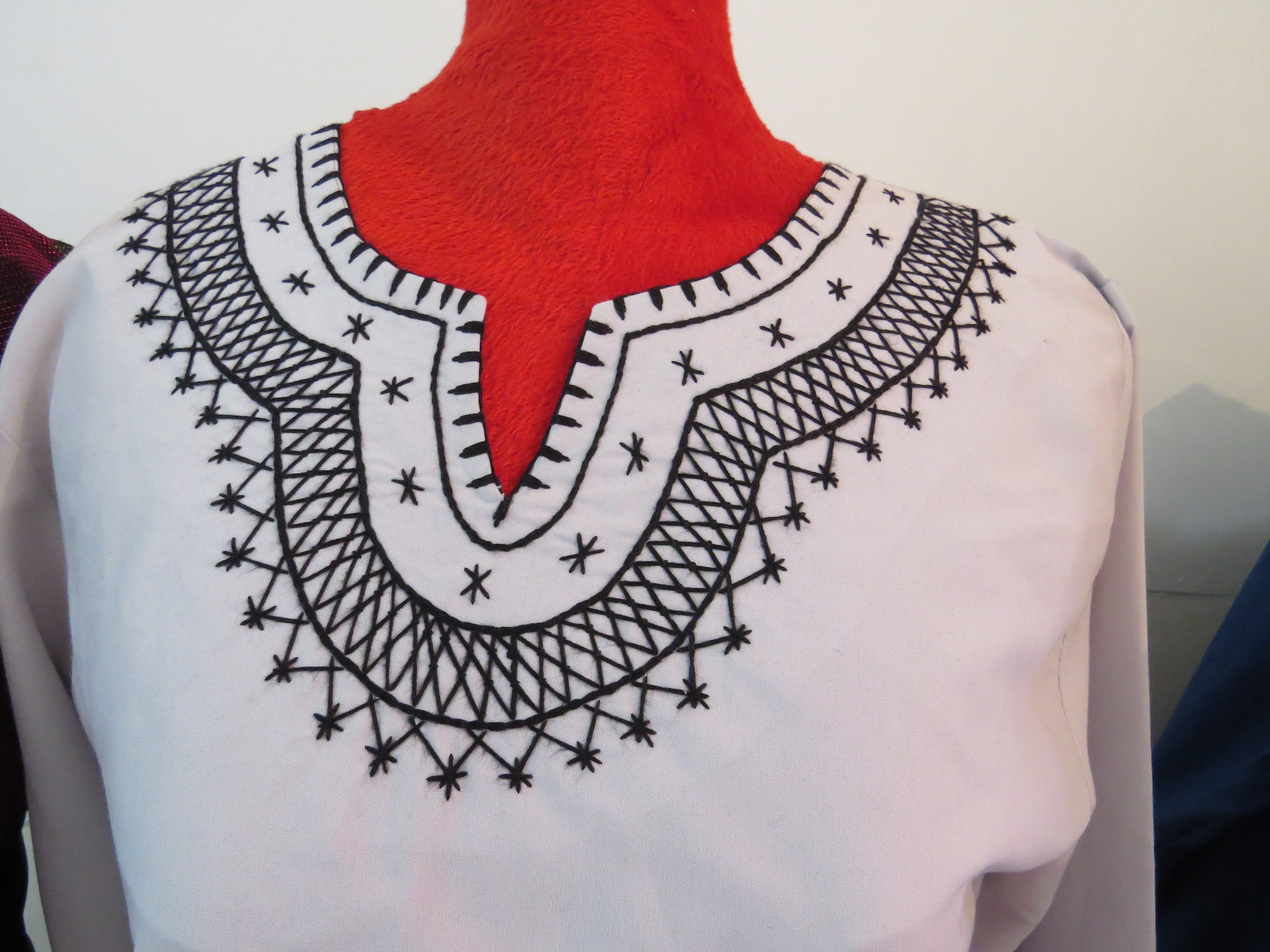
سیاه دوزی سیستانی روی لباس

### پیراهن تاجیک
قد این پیراهن یک وجب بالای زانو است و دارای یک برش راسته است که در دو طرف پهلوها چاکی تا بالای ران دارد که علت این چاک بلند به خاطر پوشیدن یک دامن پرچین در زیر پیراهن است. جلوی این لباس تا زیر سینه باز است و سجافی مزین به گلدوزی با نخ سیاه دارد که در اصطلاح به این تزئینات سیاه‌دوزی می‌گویند. آستین پیراهن می‌تواند از سه نوع برش تشکیل شود.

### تُنبون
زنان سیستانی به جای شلوار در زیر پیراهن تاجیک دامن پرچینی می‌پوشند که در منطقه به تنبون شگاد معروف است و عرض آن به ۱۰ متر می‌رسد. کمر دامن لیفه‌ای بوده و به وسیله بندهایی که توسط خود بانوان بافته می‌شود، در قسمت کمر محکم می‌شود. بعضی از بانوان تا سه عدد دامن پرچین روی هم می‌پوشیدند که لبه دامن‌ها به وسیله نخ، سیاه‌دوزی می‌شد.

### پیراهن پاچین
بانوان سیستانی از پیراهنی استفاده می‌کنند که دارای بالاتنه کوتاه و دامنی با چین‌های ریز است. این پیراهن یقه گرد، از جلو تا ناحیه اتصال دامن باز است و آستین آن ساده و شمشیری و مچ‌دار است. قد دامن چین‌دار این لباس تا زانو می‌باشد.

### شلوار
پیراهن پاچین زنان سیستانی با شلواری که در منطقه کوتَنَنه نام دارد، پوشیده می‌شد. این شلوار از دو ساق مخروطی و میان ساق کم‌چین تشکیل شده و کمر لیفه‌ای آن در لبه شلوار سجاف می‌خورد و روی آن با دست یا چرخ، تزئین می‌شود.

### پیراهن دو گریبانه
قد این پیراهن تا زیر زانو است و در یقه پشت و جلوی آن چاک دارد و به همین علت به آن دو گریبانه می‌گویند. مدل این پیراهن شبیه پیراهن تاجیک می‌باشد با این تفاوت که قد آن بلندتر و بدون چاک و برش زیر آستین چین می‌خورد. این پیراهن با شلوار پوشیده می‌شود.

### جلیقه
این پوشش از پارچه ساده و تیره رنگ دوخته می‌شود. یقه آن هفت است و تا کمرگاه می‌رسد و روی آن با نوار قیطان، نقش‌بندی می‌شود.

### کت
این تن‌پوش دارای آستین‌های بلند و راسته و یقه گرد است و از رنگ‌های شاد برای این پوشش استفاده می‌شود. روی آن تن‌پوش با نوار تزئین می‌شود و در هنگام سرما از کت‌های چرمه‌دار و قزن لاله‌دار استفاده می‌شود.

### لچک یا دستمال سر
سرپوشی که به عنوان لچک استفاده می‌شود پارچه‌ای است که آن را تا زده و جلوی سر، گره می‌زنند و دو طرف دسته آن را داخل دستمال سر فرو می‌برند و موها به شکل چتر از زیر دستمال نمایان می‌شود.

### سرپوش یا چارقد
چارقد پارچه چهار گوش رنگی یا سفید است که آن را بر روی لچک می‌اندازند.

### روبند
برخی از بانوان برای پوشاندن صورت خود از روبند استفاده می‌کنند. این روبند از پارچه‌های کتانی سفید تهیه می‌شود و در محل چشم‌ها به‌طور سنتی، توردوزی می‌شود و به وسیله بند به پشت سر بسته می‌شود و قد آن تا زیر سینه می‌رسد.

### کلاه
برخی از بانوان سیستانی از کلاهکی به شکل عرق‌چین استفاده می‌کنند که روی آن نقش‌بندی شده است.

### چادر
طرح این پوشش به صورت چهارگوش و جنس آن از پنبه است و توسط خود اهالی منطقه بافته می‌شود. این پارچه چهارخانه مستطیل شکل را از وسط بر روی سر می‌اندازند و قد آن تا کناره‌های زانو و پایین‌تر می‌رسد. نوع نامرغوب این پوشش جاوند نامیده می‌شود و نوع دیگر آن که مختص اعیان و اشراف بوده است از چهارخانه‌های ریز با نخ ابریشم بافته می‌شود.

### کفش
کفش بانوان سیستانی تخته‌ای چوبی است که رویه آن چرمی است و افراد معمولی از آن استفاده می‌کنند. اُرسی‌های سرکج یا نوک برگشته مخصوص افراد متمول است.

## گویش
گویش سیستانی یکی از گویش‌های زبان فارسی است که مردم سیستانی به آن تکلم می‌کنند. گویش سیستانی هم‌اکنون به به صورت بسیار گسترده در شهرهای زابل، زهک، نیمروز، نهبندان، هامون، هیرمند، شهرنو، گنبدکاووس، آزادشهر، علی ابادکتول، گرگان، کلاله، آق قلا، کردکوی، سرخس، گالیکش و بسیاری دیگر از قسمت‌های استان‌های سیستان و بلوچستان و خراسان جنوبی و رضوی و گلستان و اکثر استانهای دیگر ایران تقریباً جاری می‌باشد.
این گویش از یک سو بیشترین خویشاوندی واژگانی و دستوری را با گویش موجود و گذشته خراسانی و فراتر از آن با لهجه‌های مرده ماوراءالنهری و تاجیکی کنونی دارد و از سوی دیگر واژه‌های مشترک بسیار با زبان بلوچی دارد که با توجه به پیوندهای تاریخی و پیوستگی‌های جغرافیایی و مهاجرتهای قومی و خویشاوندی طایفه ای، امری طبیعی می‌باشد.

### سابقهٔ تاریخی
فرهنگ‌نویسان، گویش سیستانی را یکی از چهار لهجه متروک پارسی یاد کرده‌اند. ابوریحان بیرونی در الصیدنه، چند لغت از زبان قدیم سیستانی آورده است.
بسیاری از واژگان سیستانی از هزار سال پیش تاکنون تفاوت چندانی نکرده است. اگرچه اصل زبان که احیاناً همان سگزی است، پیش از این منقرض شده و تنها گویش آن باقی مانده است.
یک سرود دینی به گویش سیستانی باقی مانده است که به اواخر دوره ساسانی نسبت داده می‌شود. سرود آتشکده کرکویه یکی از زیباترین سرودهای مذهبی زرتشتیان سیستان بوده است که به هنگام روشن کردن آتشگاهها، به آواز بلند خوانده می‌شده است.
| فُرخُتَه باذا، روش   |  | خنیده گرشسب، هوش  |
| همی پُراست، از جوش |  | انوش کُن می، انوش  |
| دوست بذ آگوش      |  | به آفرین نه، گوش  |
| همیشه نیکی، کوش   |  | که دی گذشت و، دوش |

### خاستگاه
گویش سیستانی از لهجه‌های وابسته به زبان‌های ایرانی غربی و از شاخه جنوبی آن است که به گروه زبان‌های ایرانی تعلق دارند.
دکتر محمد معین در مقدمه کتاب برهان قاطع، گویشهای سگزی و زاولی را زیرمجموعه زبان‌های ایرانی قید کرده است.

### نوشتار
گویش سیستانی هیچ‌گاه یک زبان نوشتاری نبوده است، پس اثر مکتوبی که مستقلاً متعلق به لهجه سیستانی باشد نیز وجود ندارد. در میان کتب ادبی به نوشتار سیستانی در صده اخیر نیز ناهماهنگی‌های بارزی در رسم‌الخط سیستانی به چشم می‌خورد. تلاش‌های اخیری که برای یکپارچه‌سازی رسم‌الخط سیستانی انجام شده است تاکنون با بی اقبالی مواجه شده است.

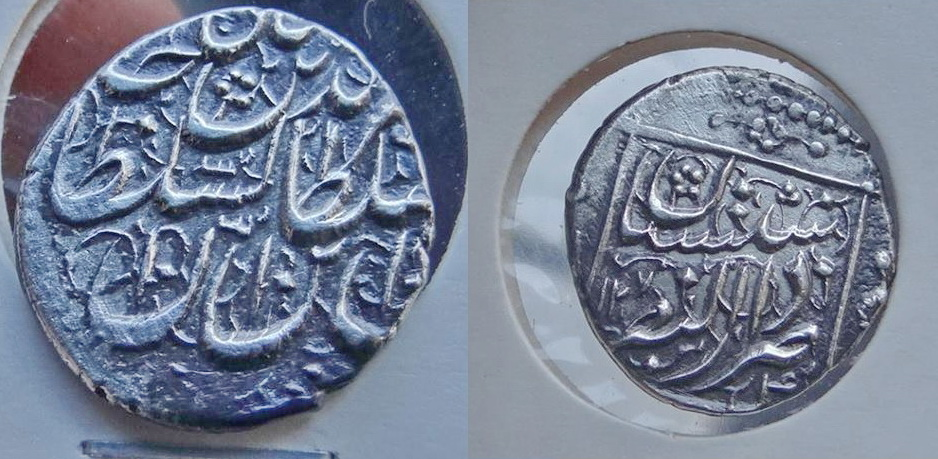
سکه ناصرالدین شاه ضرب سیستان

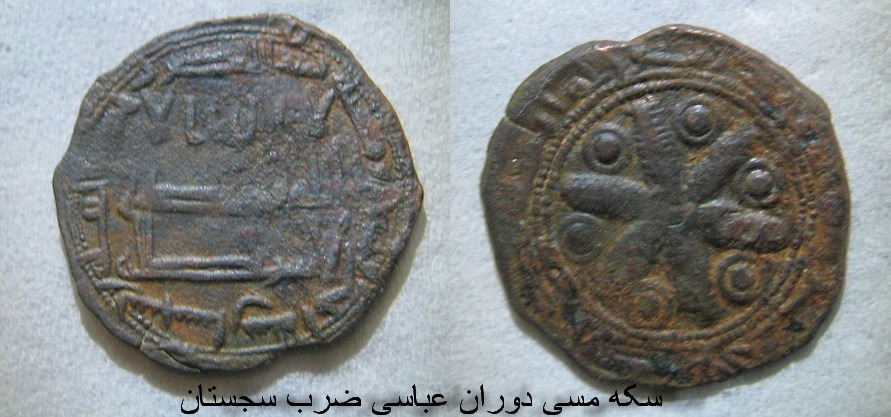
سکه مسی دوران عباسی ضرب سجستان

### گونه‌های زبانی
چهار گونه فرعی می‌توان برای لهجه سیستانی متصور شد که شامل گونه‌های زرگری، ادبی (ملّایی)، سیّدی و عربی می‌شود.

#### زرگری
در گونه زرگری، ساخت هجایی یک اصل زیربنایی بوده و گویش به هجاهای سازنده تقسیم می‌شود و پس از هر هجای اصلی، یک هجای تبعی با ساخت «ز+مصوت» ظاهر می‌شود. به عنوان مثال واژه پو (به معنی پا) به صورت پوزو تلفظ می‌شود.

#### ادبی
گونه ادبی سیستانی مورد کاربرد در مواردی از قبیل تقلید ادا، مداحی، متن خوانی، شبیه خوانی (تعزیه)، زبان ملایی و سخن گفتن از سر تأمل می‌باشد. این‌گونه از چند زاویه با گونه معیار لهجه سیستانی در تفاوت می‌باشد، شامل: ساختمان تک واژ وجهی «می»، ساختمان تک واژ وجهی «ب»، جزء پیشین، ساختمان تک واژ نفی و نهی و تکیه فعل‌هایی که تک واژ «می» دارند.

#### سیدی
در گونه سیدی، واج «س» به جای واج نخست قرار گرفته و در پایان عبارت «واج نخست حذف شده + اِدی» افزوده می‌شود؛ مثلاً کتاب به ستابکدی تبدیل می‌شود.

## دین مردم در طول تاریخ
با توجه به آنچه در تاریخ آمده است گرشاسب، بناکننده سیستان و اولین حاکم آن خداپرست بود و این آیین تا زمان فرامرز پور رستم ادامه داشت
در زمان آفرین از جانشینان وی نیز که دین مزدیسنا رواج یافته بود، وی مردم را از آن بازمی‌داشت و بر شریعت داوود تحریض می‌کرد. آمده است که پس از پیکار رستم و اسفندیار بود که زرتشت دین مزدیسنا را آورد؛ اما رستم آن را نپذیرفت. خداپرستان بامداد و شبانگاه نماز می‌خواندند؛ پیش از آغاز شغل دنیایی خود، چه اندک و چه بسیار نماز می‌گزاردند و سپس بدان شغل می‌پرداختند؛ زنا، لواط، دزدی و خون ناحق ریختن در بین آنان حرام بود؛ مردار نمی‌خوردند و تنها آنچه ذبح شده بود برایشان حلال بود؛ صدقه بسیار می‌دادند؛ همیشه میزبان بوده، مهمان را نیکو می‌داشتند و دختر، خواهر و مادر را به زنی اختیار نمی‌کردند. گفته می‌شود در زمان کیخسرو، وی به آیین زردشتی گروید.
به لحاظ مذهبی این منطقه نزد زردشتیان جایگاه ویژه‌ای دارد. آنها معتقدند سیستان یازدهمین سرزمین نیک است که توسط اهورامزدا آفریده شده است. با توجه به کتب زردشتی این منطقه نه تنها محل تولد خاندان کیانی بلکه محل ظهور سه موعود زردشتی است.
به همین علت آنها برای دریاچه‌های هامون و هیرمند ارزش ویژه‌ای قائل هستند. در وندیداد آمده است که موعودهای زردشتی از کنار دریاچهٔ کیانسیه (هامون) ظهور خواهند کرد. بنا به تفصیلی که در کتب پهلوی مندرج است ایزد نریوسنگ نطفه پیغمبر (موعودهای زرتشت) را به فرشته آب یعنی ناهید سپرد تا نگهداری کند و مادران آنها با نوشیدن آب این دریاچه فرزندان خود را به دنیا خواهند آورد. موعود اول، هوشیدر است که سی سال مانده به پایان سدهٔ دهم از هزارهٔ زرتشت از دوشیزه‌ای به نام نامیگ پد؛ دومین موعود هوشیدر ماه، سی سال مانده به پایان هزاره هوشیدر از دوشیزه‌ای دیگر به نام وه پد و سومین موعود مزدیسینی سوشیانت، سی سال مانده به پایان دهمین سده از هزاره هوشیدر ماه از دوشیزه‌ای پانزده ساله به نام گواگ پد که همگی از نسل زرتشت هستند متولد می‌شوند.
در دوره هخامنشیان، اشکانیان و ساسانیان سیستان در افغانستان بسیار آباد بوده و یکی از مهم‌ترین مراکز عمده دین زردشتی محسوب می‌شده است.
همچنین در بیان علت نبرد رستم و اسفندیار چنین آمده است که چون زرتشت دین مزدیسنا را آورد با نپذیرفتن این آیین توسط رستم، بین این دو جنگ واقع شد.
همچنین در عصر ساسانیان، سیستان به عنوان یکی از مراکز مسیحیان نسطوری معرفی گردیده است.
در حال حاضر اکثر مردم سیستان پیرو دین اسلام و مذهب تشیع هستند.

## خوراکی‌ها و سوغات سیستان
- آبگوشت محلی سیستان
- کشک زرد
- کباب تندوری
- املت سُوزی
- مرغ و اسفناج سیستانی
- اوجیزَک
- بورک سوزی
- دوغ پای (قیمه سیستانی)
- درزَنَک (دوغ‌ برک)
- کلوچهٔ محلی (کلوچه ساده و خرمایی)
- لندو
- چَلبَک (نان روغنی)
- تجگی
- نان وری
- آچار سیستانی (ادویه)
- ماهی تندوری
- غُلور (حلیم سیستانی)
- کدو پلو
- گندم شیر
- آرد بریو
- لیتی
- چنگالی
- کاچی زابلی
- قلیفی
- مَدَل
- پَلو
- قتلمهٔ سیستان
- نان تافتون محلی
- چولی (دسر)

## صنایع دستی
- خولک بافی (حصیر بافی سیستانی)
- توتن‌بافی بافی سیستان
- گز بافی سیستان
- دودنی بافی سیستان
- خامه‌دوزی سیستان
- سیاه‌دوزی سیستان
- نیمروزدوزی (نوعی چهل تیکه دوزی)
- جواهرات سیستان
- قالی‌بافی سیستان
- شال بافی سیستان (گلیم سیستان)